# Lézignan-Corbières
Pour les articles homonymes, voir Lézignan.
Lézignan-Corbières  (Lesinhan de las Corbièras  en occitan) est une commune française située dans le nord-est du département de l'Aude, en Occitanie.
Sur le plan historique et culturel, la commune fait partie du massif des Corbières, un chaos calcaire formant la transition entre le Massif central et les Pyrénées. Exposée à un climat méditerranéen, elle est drainée par l'Aude, l'Orbieu, le ruisseau de la Jourre Vieille Haute, le ruisseau de Lirou, le ruisseau Paillous et par divers autres petits cours d'eau. La commune possède un patrimoine naturel remarquable : un site Natura 2000 (la « vallée de l'Orbieu ») et quatre zones naturelles d'intérêt écologique, faunistique et floristique.
Lézignan-Corbières est une commune urbaine qui compte 10 855 habitants en 2022, après avoir connu une forte hausse de la population depuis 1975. Elle appartient à l'unité urbaine de Lézignan-Corbières et fait partie de l'aire d'attraction de Narbonne. Ses habitants sont appelés les Lézignannais ou Lézignannaises.
Elle est la quatrième commune la plus peuplée du département de l'Aude.
Le patrimoine architectural de la commune comprend un immeuble protégé au titre des monuments historiques : l'église Saint-Félix, inscrite en 1951.

## Géographie

### Localisation
Lézignan est située au débouché du massif des Corbières, dans la plaine de l'Aude et sur l'Orbieu. La ville fait partie du pays Corbières Minervois.
Sa localisation géographique primitive est issue d'un ancien relais sur la voie d'Aquitaine.
La superficie de la commune est de 37,7 km², surface nettement supérieure à la superficie des communes alentour.
Au niveau départemental, située à 38 kilomètres de Carcassonne (préfecture) et 22 kilomètres de Narbonne (sous-préfecture), elle bénéficie des facilités routières, autoroutières et ferroviaires desservant les deux autres villes les plus importantes du département de l'Aude.
Au niveau régional, située à 130 kilomètres de Toulouse et 121 kilomètres de Montpellier, Lézignan se situe à l'épicentre de la nouvelle région Occitanie.

### Communes limitrophes
Les communes limitrophes sont Argens-Minervois, Boutenac, Canet, Conilhac-Corbières, Cruscades, Escales, Ferrals-les-Corbières, Luc-sur-Orbieu, Roubia et Tourouzelle.
| Tourouzelle, Escales                          | Argens-Minervois, Olonzac       | Roubia, Canet             |
| Montbrun-des-Corbières, Roquecourbe-Minervois | Lézignan-Corbières              | Cruscades, Villedaigne    |
| Conilhac-Corbières, Fontcouverte              | Ferrals-les-Corbières, Boutenac | Luc-sur-Orbieu, Ornaisons |

Lézignan qui se prévaut du titre de capitale des Corbières est plus naturellement tournée vers le massif des Corbières au sud dont il est le principal débouché en plaine que vers le Minervois au Nord. La liste des membres de la communauté de communes Région Lézignanaise, Corbières et Minervois reflète d'ailleurs le poids des communes des Corbières.

### Hydrographie
L'Aude (en limite nord), l'Orbieu (en limite sud) et le ruisseau de la Jourre (affluent de l'Aude et traversant Lézignan) sont les principaux cours d'eau parcourant la commune.

C'est d'ailleurs la Jourre et ses affluents, susceptibles de subir des crues de type rapide qui sont à l'origine des inondations de 1999 sur la commune.
Un facteur du risque d'inondation identifié est la diffluence entre la Jourre et le ruisseau des Juifs. En effet, le ruisseau des Juifs est un affluent de l'Orbieu (au sud) alors que la Jourre continue vers la zone urbanisée au nord.

Le nœud d'échange entre ces deux ruisseaux situé à Gaujac conditionne largement, en période de crue, les débits résiduels dans la Jourre aval c'est-à-dire dans la zone la plus urbanisée de Lézignan.
À la suite de ce constat, un ouvrage de canalisation de la Jourre sous le bâtiment de la poste a été doublé et le secteur de diffluence Jourre / ruisseau des Juifs a fait l'objet de travaux.

La portion de l'Orbieu située sur la commune a fait l'objet de travaux d'aménagement qui lui permettent de bénéficier du label « Rivière en bon état » sur la partie amont, le premier décerné dans le département.
Plusieurs autres ruisseaux traversent la zone urbaine provenant notamment de la pinède :
- le rec de la Fumade qui bénéficie d'un écrêteur de crues visible avenue Gaston-Bonheur ;
- le rec de Bénèja ;
- le ruisseau de la Font des Coucarous.

### Voies de communication et transport
La ville de Lézignan est située sur l'axe majeur de communication entre Toulouse et la côte méditerranéenne depuis ses origines (Voie d'Aquitaine, actuelle rue des Romains).

#### Voie ferroviaire
Elle est desservie par la SNCF en gare de Lézignan-Corbières à son entrée côté Narbonne.

#### Voie routière
Lézignan est accessible par la départementale 6113 (route nationale 113 déclassée) au nord et par l'autoroute A61 sortie  25 Lézignan-Corbières au sud.

#### Voie aérienne
En face de la sortie d'autoroute, on trouve aussi l'aérodrome de Lézignan-Corbières (loisirs et tourisme).
Les dessertes aériennes commerciales les plus proches se font par l'aéroport de Carcassonne Salvaza et l'aéroport de Perpignan-Rivesaltes.

#### Voie fluviale
Le canal du Midi passe quant à lui à 5 km au nord de Lézignan (loisirs et tourisme).

### Climat
Pour des articles plus généraux, voir Climat de l'Occitanie et Climat de l'Aude.
En 2010, le climat de la commune est de type climat méditerranéen franc, selon une étude s'appuyant sur une série de données couvrant la période 1971-2000. En 2020, Météo-France publie une typologie des climats de la France métropolitaine dans laquelle la commune est exposée à un climat méditerranéen et est dans la région climatique Provence, Languedoc-Roussillon, caractérisée par une pluviométrie faible en été, un très bon ensoleillement (2 600 h/an), un été chaud (21,5 °C), un air très sec en été, sec en toutes saisons, des vents forts (fréquence de 40 à 50 % de vents > 5 m/s) et peu de brouillards.
Pour la période 1971-2000, la température annuelle moyenne est de 14,8 °C, avec une amplitude thermique annuelle de 15,9 °C. Le cumul annuel moyen de précipitations est de 572 mm, avec 6,5 jours de précipitations en janvier et 2,7 jours en juillet. Pour la période 1991-2020, la température moyenne annuelle observée sur la station météorologique installée sur la commune est de 15,2 °C et le cumul annuel moyen de précipitations est de 678,7 mm,. Pour l'avenir, les paramètres climatiques de la commune estimés pour 2050 selon différents scénarios d’émission de gaz à effet de serre sont consultables sur un site dédié publié par Météo-France en novembre 2022.
| Mois                                  | jan.            | fév.          | mars          | avril         | mai          | juin          | jui.          | août           | sep.           | oct.          | nov.            | déc.          | année     |
| ------------------------------------- | --------------- | ------------- | ------------- | ------------- | ------------ | ------------- | ------------- | -------------- | -------------- | ------------- | --------------- | ------------- | --------- |
| Température minimale moyenne (°C)     | 3,9             | 4             | 6,5           | 8,6           | 12,3         | 15,8          | 18,2          | 18,1           | 14,8           | 11,9          | 7,5             | 4,6           | 10,5      |
| Température moyenne (°C)              | 7,5             | 8,2           | 11,1          | 13,6          | 17,3         | 21,4          | 24,1          | 23,9           | 20,1           | 16,1          | 11,2            | 8,1           | 15,2      |
| Température maximale moyenne (°C)     | 11,1            | 12,4          | 15,8          | 18,6          | 22,4         | 27            | 29,9          | 29,7           | 25,4           | 20,4          | 14,9            | 11,7          | 19,9      |
| Record de froid (°C) date du record   | −6,2 05.01.1993 | −8,5 08.02.12 | −7,4 02.03.05 | −2,5 08.04.21 | 1,4 07.05.19 | 7 04.06.01    | 9,1 17.07.00  | 8,8 30.08.1998 | 4,1 29.09.1993 | −0,7 19.10.09 | −7,6 22.11.1998 | −8,8 29.12.07 | −8,8 2007 |
| Record de chaleur (°C) date du record | 21,7 13.01.04   | 26,3 27.02.19 | 27,9 21.03.02 | 31,3 09.04.11 | 36 29.05.01  | 41,5 21.06.03 | 40,8 16.07.22 | 42,9 23.08.23  | 36,5 03.09.16  | 31,9 03.10.11 | 26,1 06.11.15   | 22,7 23.12.22 | 42,9 2023 |
| Précipitations (mm)                   | 68,5            | 48,9          | 55,5          | 66,1          | 53,7         | 38,6          | 20,1          | 36,3           | 53,4           | 93,9          | 87,1            | 56,6          | 678,7     |

### Milieux naturels et biodiversité

#### Réseau Natura 2000

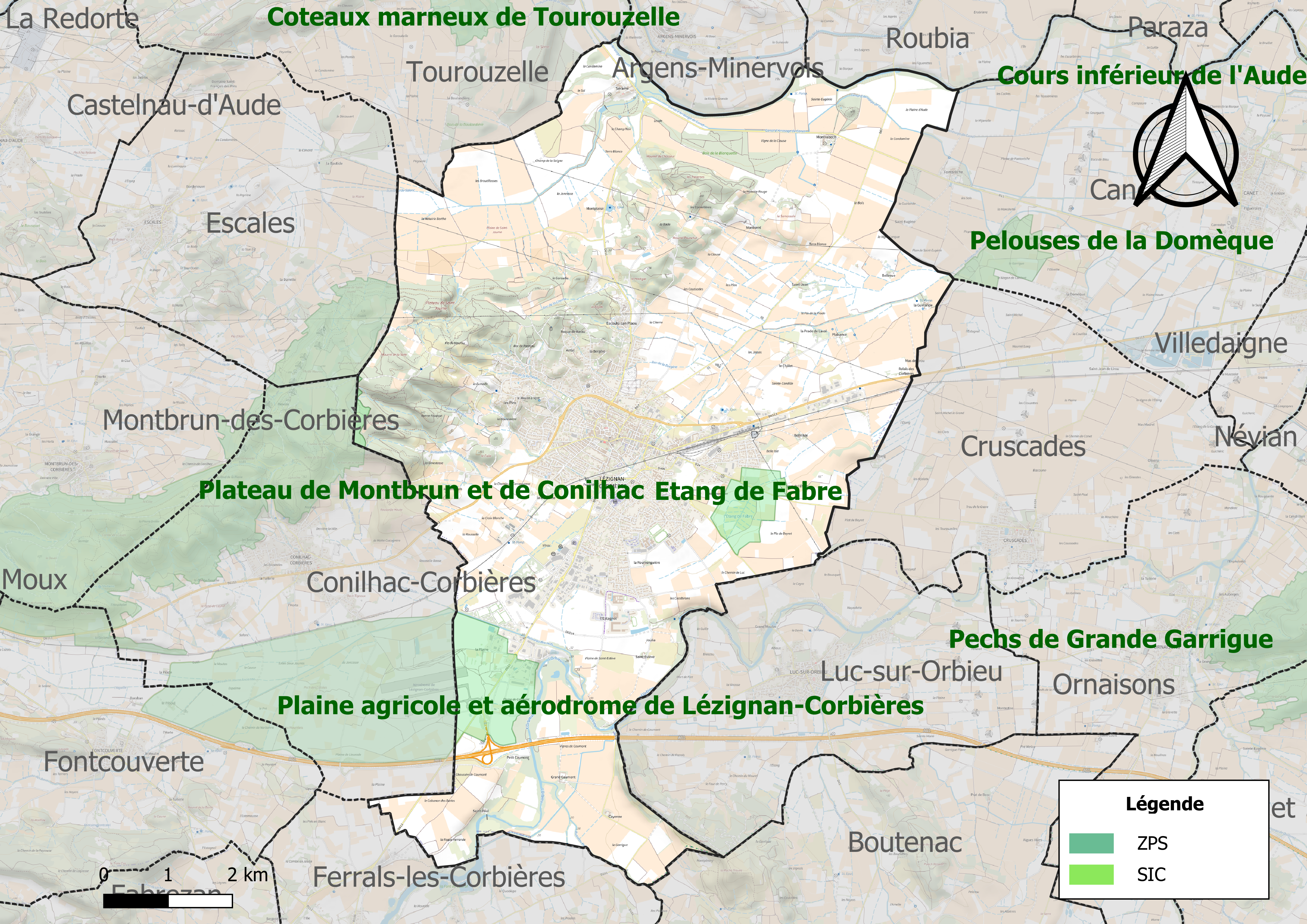
Site Natura 2000 sur le territoire communal.

Le réseau Natura 2000 est un réseau écologique européen de sites naturels d'intérêt écologique élaboré à partir des directives habitats et oiseaux, constitué de zones spéciales de conservation (ZSC) et de zones de protection spéciale (ZPS). Un site Natura 2000 a été défini sur la commune au titre de la directive habitats : la « vallée de l'Orbieu », d'une superficie de 17 765 ha, servant d'habitat, entre autres, pour le Barbeau méridional et du Desman des Pyrénées en limite nord de répartition.

#### Zones naturelles d'intérêt écologique, faunistique et floristique
L’inventaire des zones naturelles d'intérêt écologique, faunistique et floristique (ZNIEFF) a pour objectif de réaliser une couverture des zones les plus intéressantes sur le plan écologique, essentiellement dans la perspective d’améliorer la connaissance du patrimoine naturel national et de fournir aux différents décideurs un outil d’aide à la prise en compte de l’environnement dans l’aménagement du territoire. Trois ZNIEFF de type 1 sont recensées sur la commune :
- l'« étang de Fabre » (49 ha)[12] ;
- la « plaine agricole et aérodrome de Lézignan-Corbières » (541 ha), couvrant 3 communes du département[13] ;
- le « plateau de Montbrun et de Conilhac » (719 ha), couvrant 6 communes du département[14] ;

et une ZNIEFF de type 2, : la « vallée aval de l'Orbieu » (445 ha), couvrant 12 communes du département.

Carte des ZNIEFF de type 1 et 2 à Lézignan-Corbières.
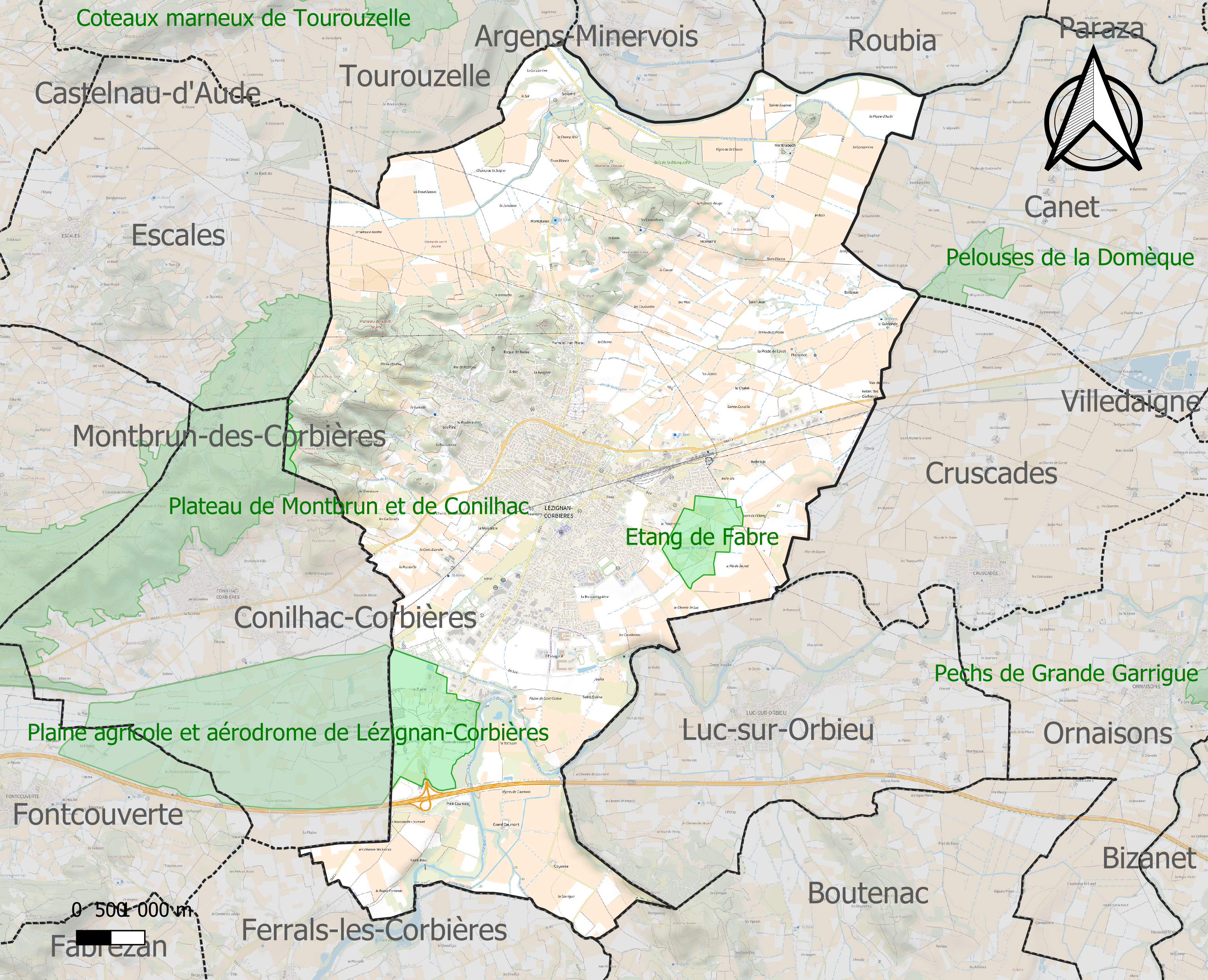
Carte des ZNIEFF de type 1 sur la commune.
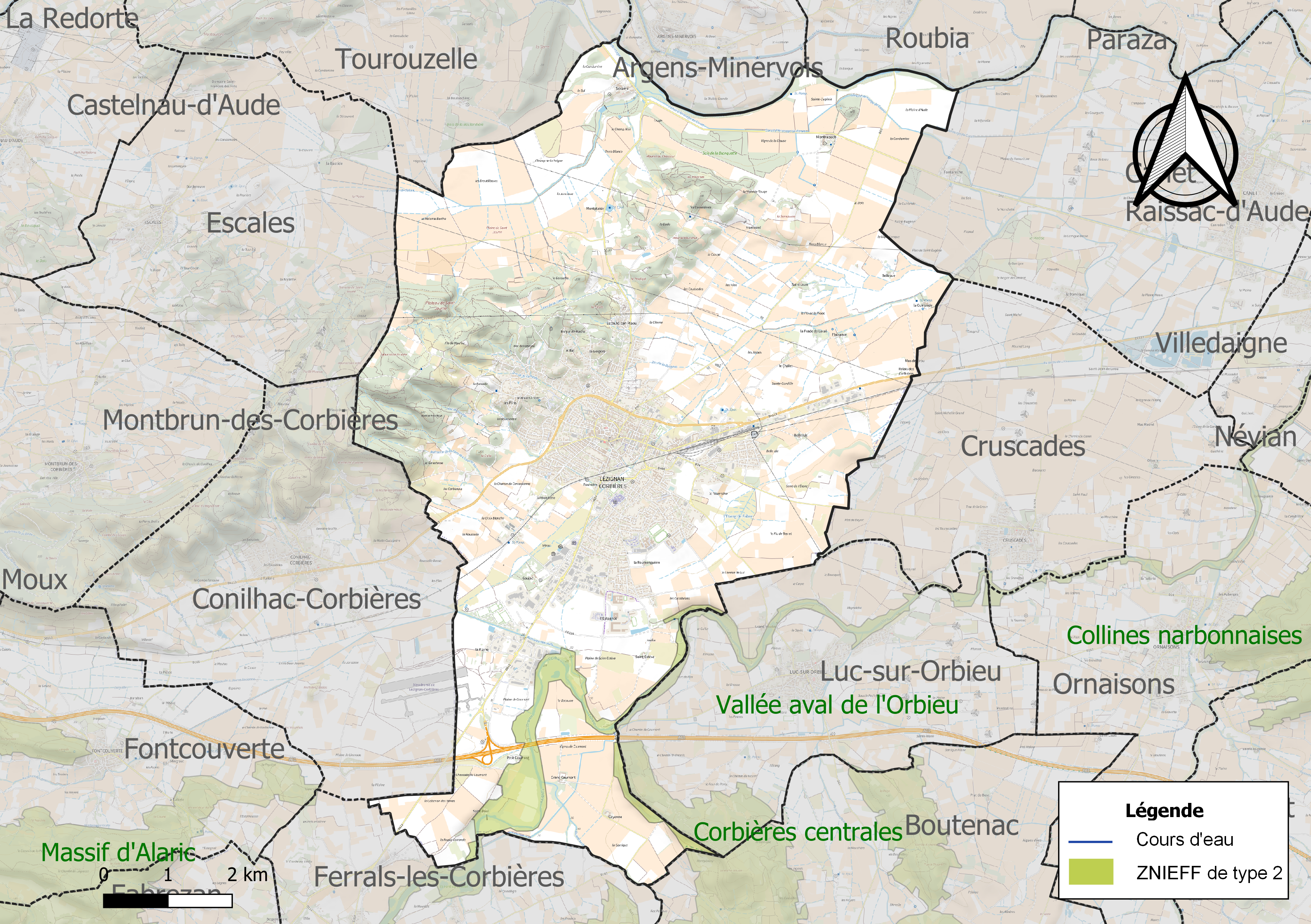
Carte de la ZNIEFF de type 2 sur la commune.

## Urbanisme

### Typologie
Au 1er janvier 2024, Lézignan-Corbières est catégorisée centre urbain intermédiaire, selon la nouvelle grille communale de densité à 7 niveaux définie par l'Insee en 2022.
Elle appartient à l'unité urbaine de Lézignan-Corbières, une unité urbaine monocommunale constituant une ville isolée,. Par ailleurs la commune fait partie de l'aire d'attraction de Narbonne, dont elle est une commune d'un pôle secondaire,. Cette aire, qui regroupe 71 communes, est catégorisée dans les aires de 50 000 à moins de 200 000 habitants,.

### Occupation des sols
L'occupation des sols de la commune, telle qu'elle ressort de la base de données européenne d’occupation biophysique des sols Corine Land Cover (CLC), est marquée par l'importance des territoires agricoles (68,9 % en 2018), en diminution par rapport à 1990 (73,7 %). La répartition détaillée en 2018 est la suivante : cultures permanentes (62,2 %), forêts (10,8 %), zones urbanisées (9,9 %), zones industrielles ou commerciales et réseaux de communication (6,2 %), zones agricoles hétérogènes (5 %), milieux à végétation arbustive et/ou herbacée (4,2 %), terres arables (1,7 %). L'évolution de l’occupation des sols de la commune et de ses infrastructures peut être observée sur les différentes représentations cartographiques du territoire : la carte de Cassini (XVIIIe siècle), la carte d'état-major (1820-1866) et les cartes ou photos aériennes de l'IGN pour la période actuelle (1950 à aujourd'hui).

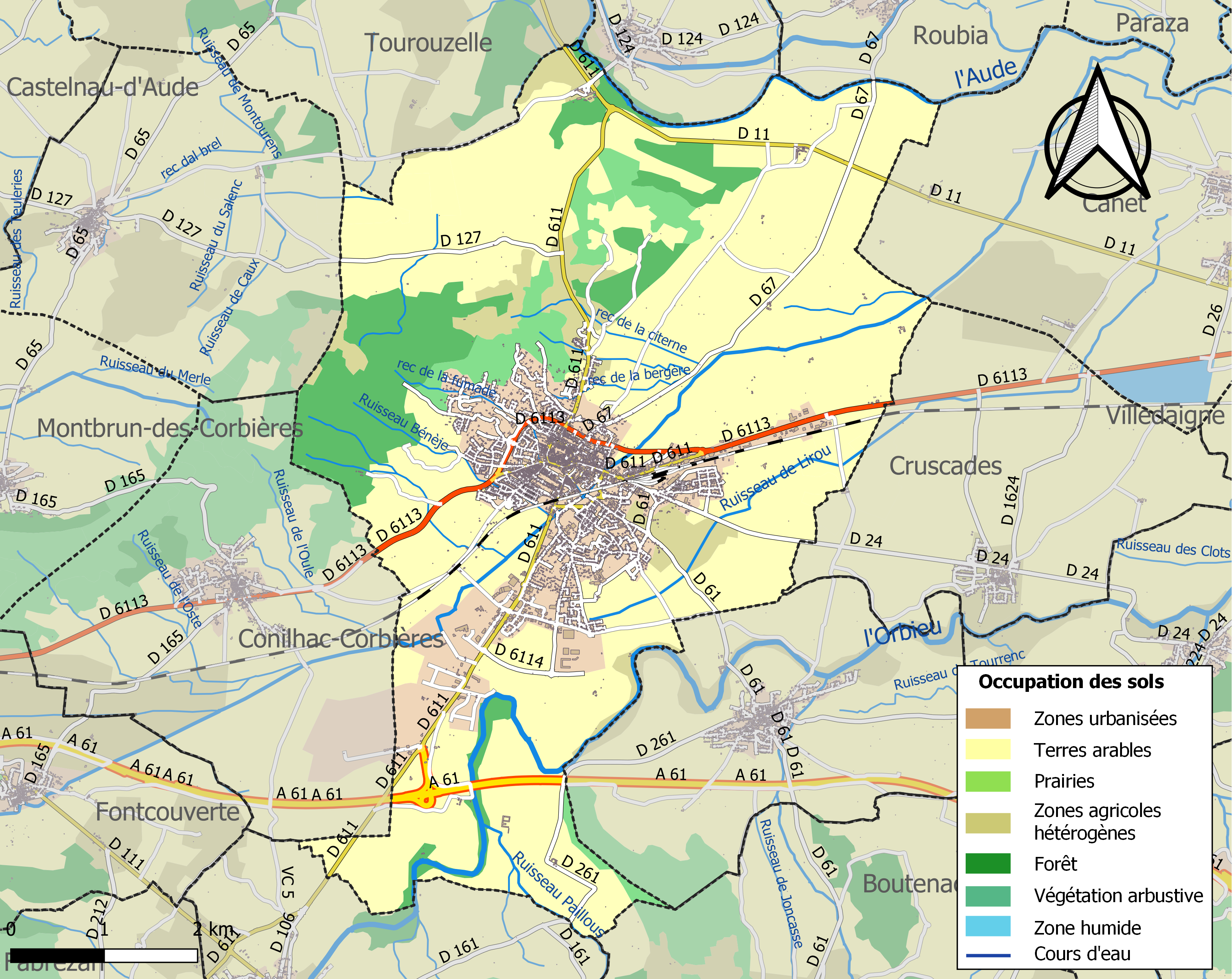
Carte des infrastructures et de l'occupation des sols de la commune en 2018 (CLC).

### Risques majeurs
Le territoire de la commune de Lézignan-Corbières est vulnérable à différents aléas naturels : météorologiques (tempête, orage, neige, grand froid, canicule ou sécheresse), inondations, feux de forêts et séisme (sismicité faible). Il est également exposé à un risque technologique, le transport de matières dangereuses. Un site publié par le BRGM permet d'évaluer simplement et rapidement les risques d'un bien localisé soit par son adresse soit par le numéro de sa parcelle.

#### Risques naturels
Certaines parties du territoire communal sont susceptibles d’être affectées par le risque d’inondation par débordement de cours d'eau, notamment le ruisseau de la Jourre Vieille Haute, l'Orbieu et l'Aude. La commune a été reconnue en état de catastrophe naturelle au titre des dommages causés par les inondations et coulées de boue survenues en 1982, 1986, 1989, 1992, 1996, 1997, 1999, 2005, 2009 et 2018,.

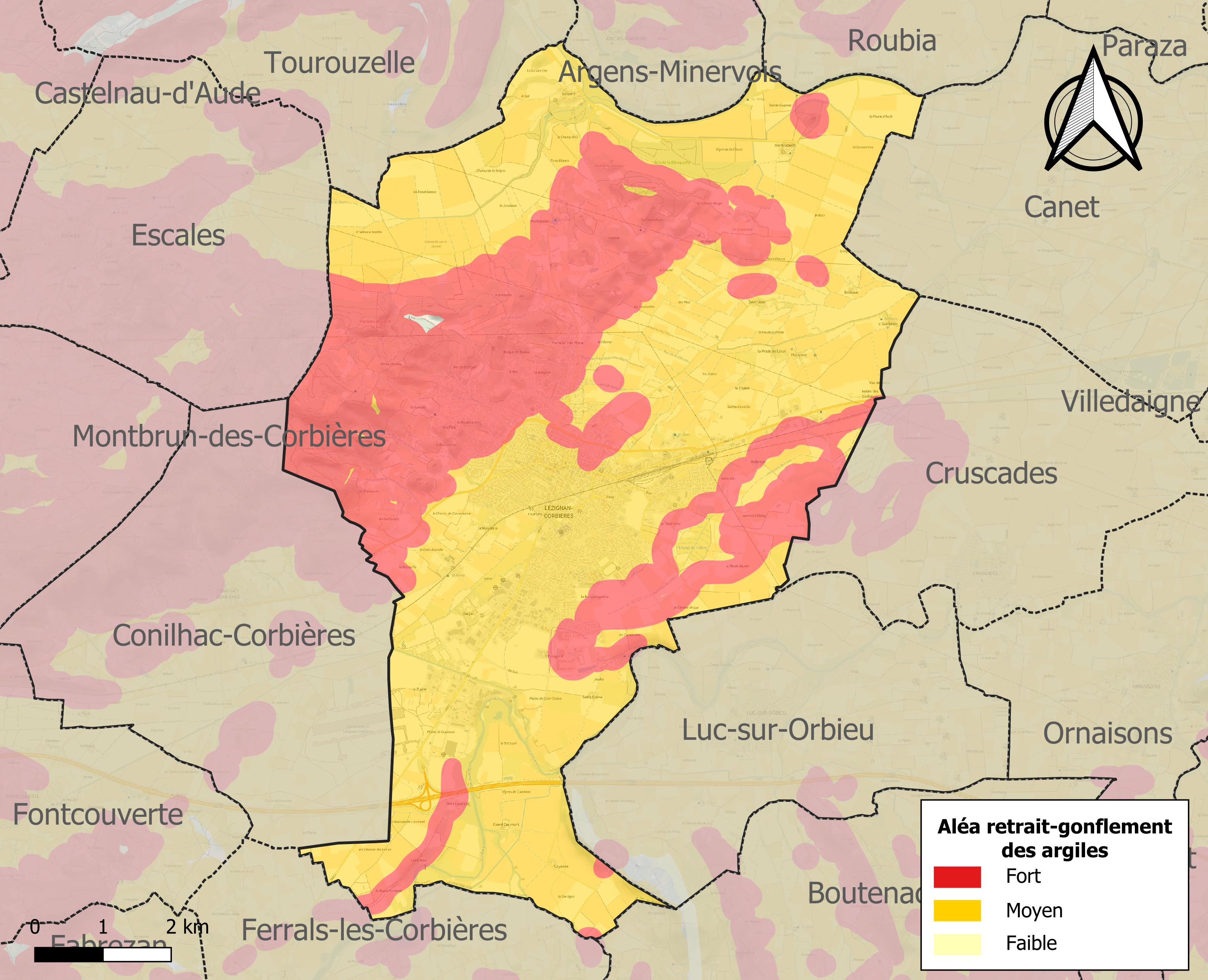
Carte des zones d'aléa retrait-gonflement des sols argileux de Lézignan-Corbières.

Le retrait-gonflement des sols argileux est susceptible d'engendrer des dommages importants aux bâtiments en cas d’alternance de périodes de sécheresse et de pluie. 99,9 % de la superficie communale est en aléa moyen ou fort (75,2 % au niveau départemental et 48,5 % au niveau national). Sur les 4 102 bâtiments dénombrés sur la commune en 2019, 4102 sont en aléa moyen ou fort, soit 100 %, à comparer aux 94 % au niveau départemental et 54 % au niveau national. Une cartographie de l'exposition du territoire national au retrait gonflement des sols argileux est disponible sur le site du BRGM,.

#### Risques technologiques
Le risque de transport de matières dangereuses sur la commune est lié à sa traversée par une route à fort trafic et une ligne de chemin de fer. Un accident se produisant sur de telles infrastructures est en effet susceptible d’avoir des effets graves au bâti ou aux personnes jusqu’à 350 m, selon la nature du matériau transporté. Des dispositions d’urbanisme peuvent être préconisées en conséquence.

## Histoire

### Haut Moyen Âge
Les première traces d'habitation des alentours de Lézignan sont localisées à l'actuelle plaine de Gaujac. En effet, une villa gallo-romaine s'élevait sur le site de Hosuerbas et jouait le rôle de relais routier sur la voie d'Aquitaine au passage de la Jourre. L'emplacement de ce relai est attesté par diverses sources dont la table de Peutinger. Il y a une controverse sur le nom de cette villa qui pourrait être la villa Licinianus.

### Moyen Âge

#### Diplôme de 807
Le premier document officiel mentionnant Lisinianus est un acte de donation (diplôme) de Charlemagne au monastère de Lagrasse datée de 807. Ce document est généralement considéré comme un faux établit au XIIIe siècle pour appuyer les revendications du monastère sur Lézignan mais sans certitude absolue.

#### Diplôme de 847
La première mention certaine de la propriété de Lézignan (Liciniano) vient d'un autre acte officiel. Cette donation (aprision) de Charles le Chauve date de 847 et est destinée à un nommé Alfonse et à ses neveux Gomesinde et Duran, des Wisigoths qui occupaient déjà les lieux et les avaient mis en valeur. Ceux-ci choisirent pour édifier leur maison et une église dédiée à saint Félix un dos de terrain alors cerné par deux ruisseaux : le rec de Bénéja au sud et le rec de la Fumade au nord. Leur cours est alors légèrement différent de celui que nous connaissons aujourd'hui.
Le choix de Saint-Félix pour l'église se réfère probablement à Félix de Gérone, saint de catalogne dont le culte est répandu dans la région (Narbonne, Sigean).

#### Diplôme de 899
Une seconde mention de Lézignan est faite à l'occasion d'un autre acte officiel daté de 899, attribuant à titre féodal le quart de la villa Liciniano avec ses églises Saint-Nazaire et Saint-Félix à un nommé Étienne. Celui-ci semble être un personnage important à l'époque car il est également cité dans d'autres document antérieurs de donation. Les possesseurs des trois autres quarts restent inconnus.
L'église Saint-Nazaire est située à la place de l'actuelle école primaire Frédéric Mistral et donc hors les murs de la ville de l'époque. Selon le vicaire général de l'archevêque de Narbonne, elle est en 1404 accolée à un cimetière et fait donc office de chapelle cimetiérale.
 Par ailleurs, ce document de 899 ne porte aucune mention de château, ce qui est surprenant au tout début de cette période féodale.
Durant la même période, d'autres sites du lézignanais sont occupés et s'organisent :
- Sérame, Montrabech, Caumont voient leurs sites fixés à leur emplacement actuel et bâtissent des églises.
- Saint-Jaume et Cazihlac (actuel Saint-Estève) sont occupés à la fin du Xe siècle par des ordres religieux.
- Béraigne qui sera renommé en Gaujac au XVIe siècle voit s'édifier une chapelle ou une église.

Dans la période de 899 jusqu'en 1118 et en l'absence de toute trace écrite, il est impossible de savoir quels sont les propriétaires de la seigneurie de Lézignan (hormis Étienne pour un quart en 899).

Évolution de l'église Saint-Félix du
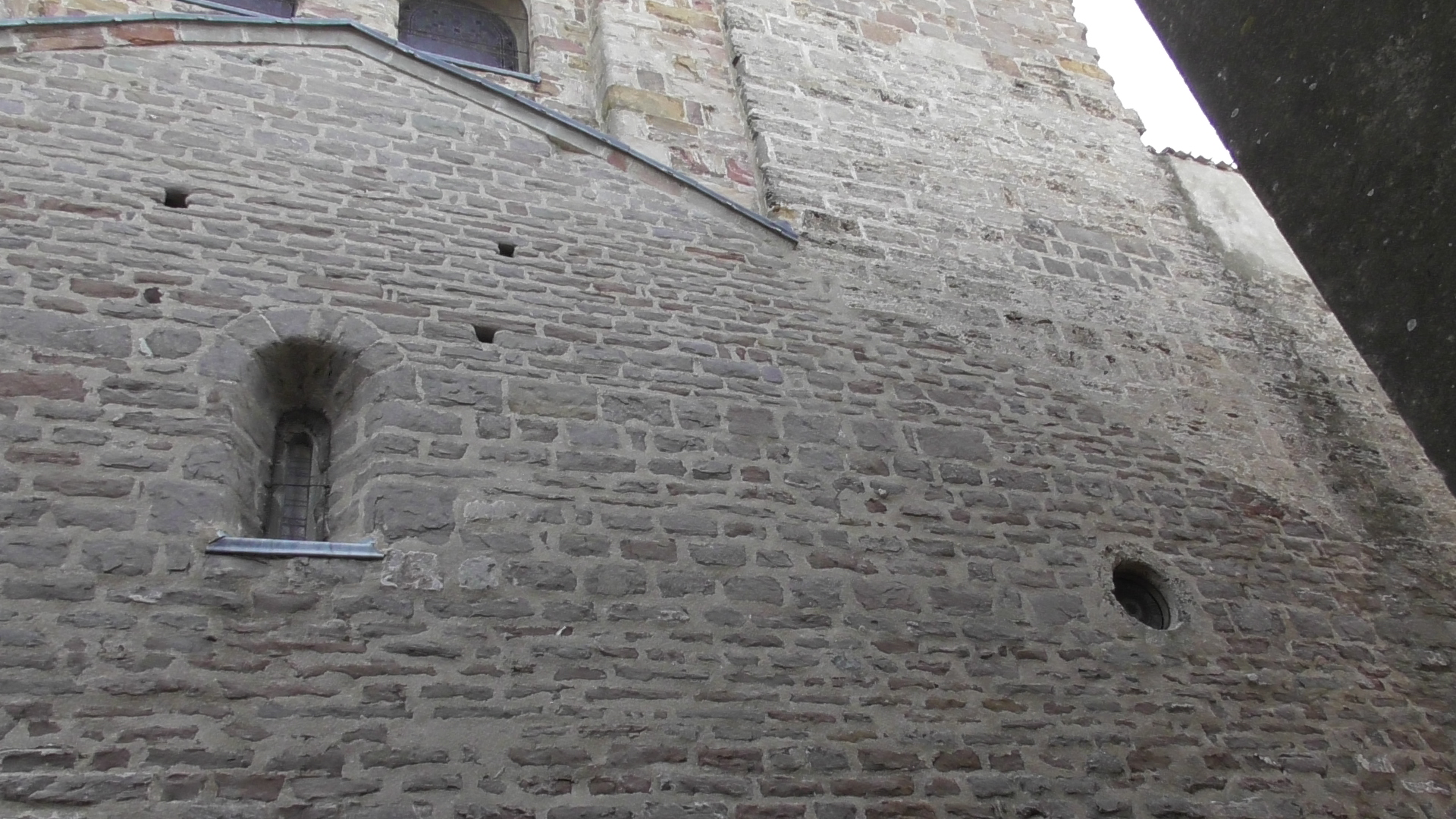
Évolution de l'église Saint-Félix du Xe au XIe siècle
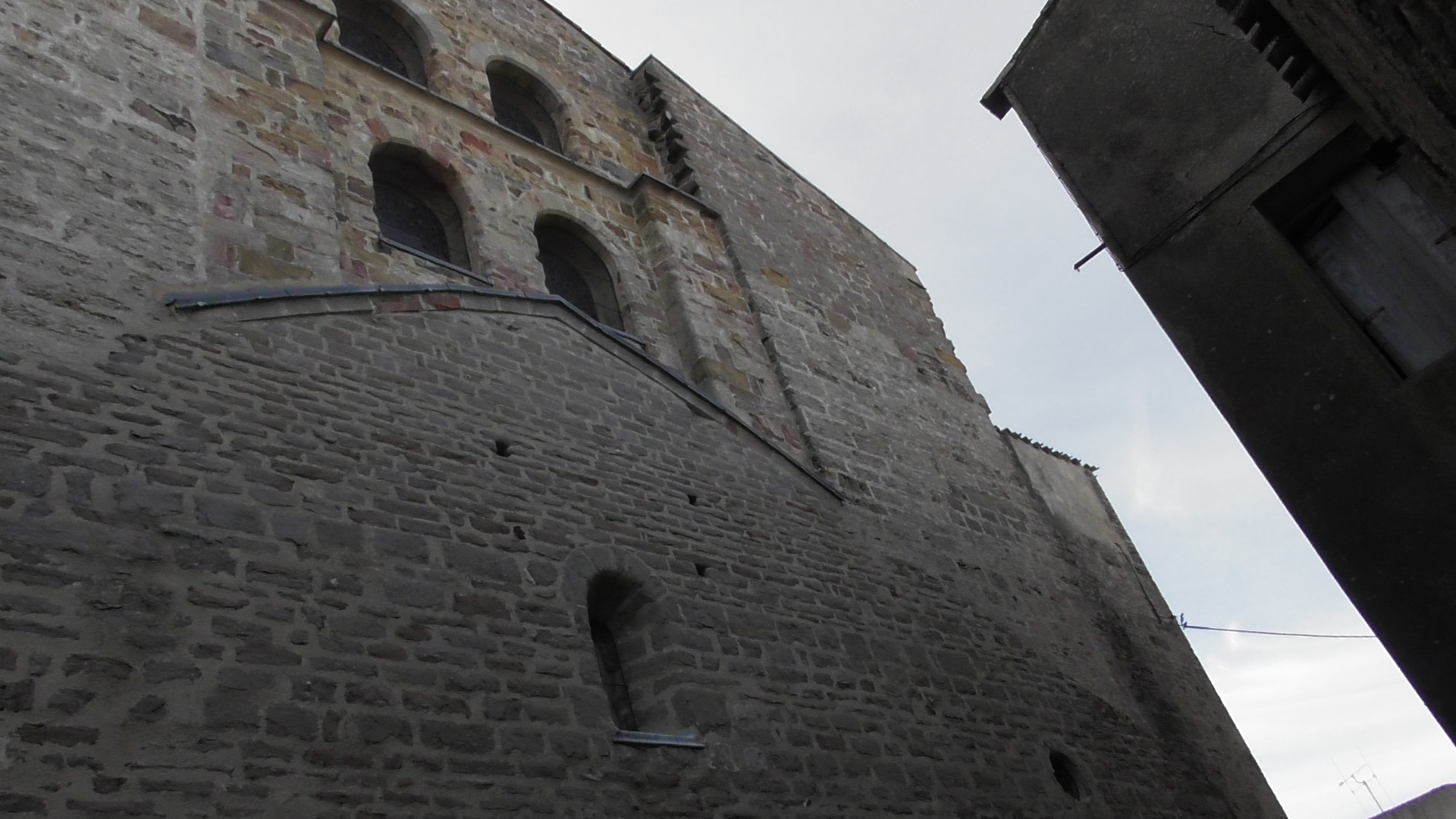
Vestiges de l'église carolingienne primitive.
- Vestiges romans au-dessus de l'église primitive.

#### Écrits duXIIesiècle
En 1118 une bulle pontificale du pape Gélase II énumère les possessions du monastère de Lagrasse parmi lesquelles on trouve les deux églises et le château de Lézignan. On peut donc conclure que c'est le monastère qui est le seigneur à cette date.
Un accord conclu en 1171 entre la vicomtesse Ermengarde de Narbonne et Roger II Trencavel, vicomte de Carcassonne fut signé au castrum Liziniani.
Ces deux textes de 1118 et 1171 montrent donc qu'à ces dates, existent à Lézignan l'église Saint-Félix, l'église Saint-Nazaire et un château.
Le château de cette époque était adossé au fossé ceinturant le bourg, correspondant probablement au rec de la Fumade dans la partie nord.
La cour du château était située sur l'actuelle place Henry Dunant et les bâtiments du château s'ordonnaient autour de cette cour intérieure. Les détails architecturaux du château nous sont inconnus car il n'en reste aujourd'hui presque aucune trace. La toponymie atteste cependant de sa présence par une Rue du Château et une Impasse du Château aux abords immédiat de l'emplacement présumé. C'est d'ailleurs sur ces rues qu'une portion des murs a été dégagée lors des travaux d'aménagement de la place Cabrié.
Par ailleurs, la présence de plusieurs tours de surveillance et de défense nous est connue, sans pouvoir en mesurer l'importance.

Vestiges des murs du château de Lézignan
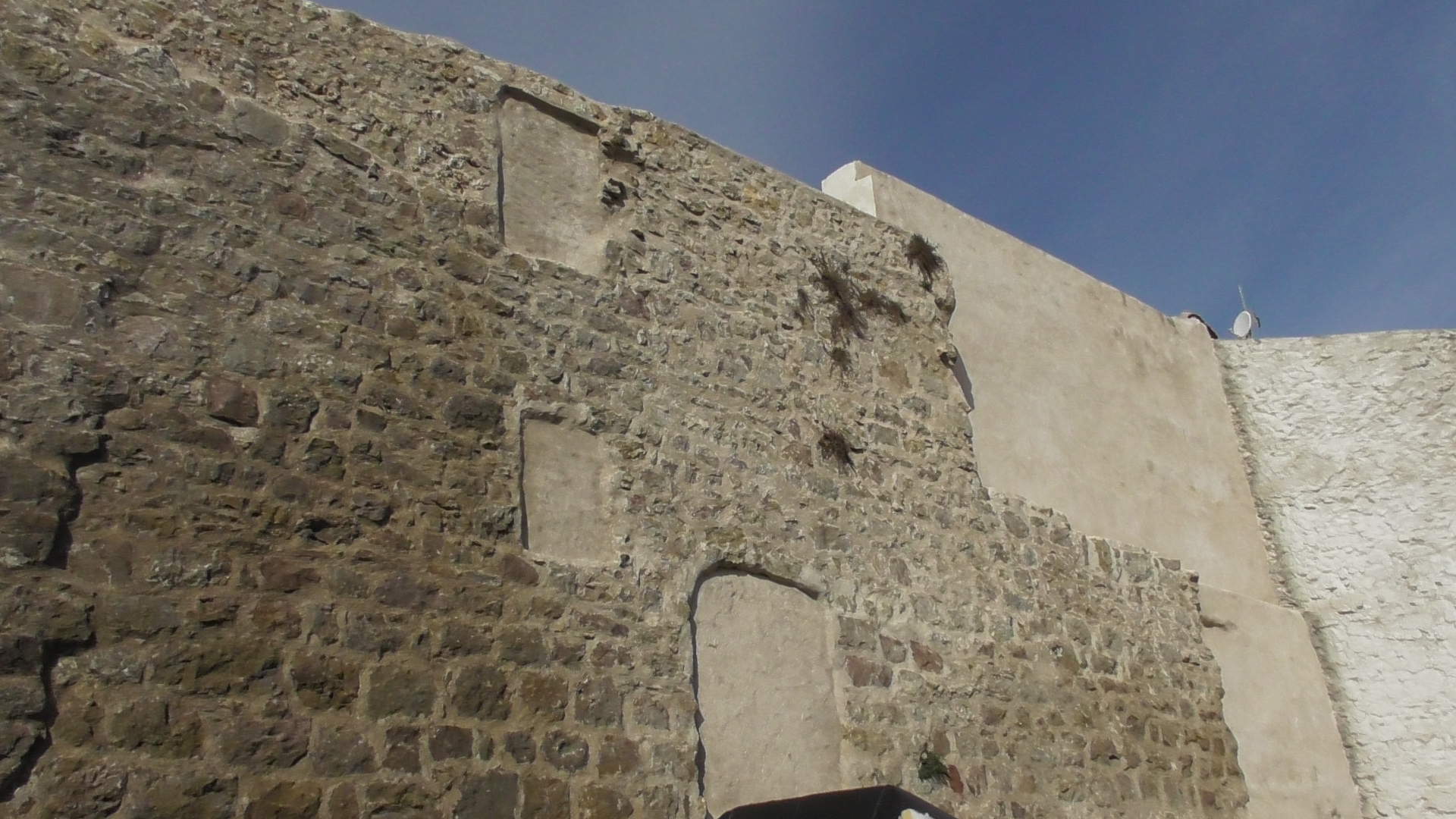
Vestiges du mur du château côté extérieur, enceinte de la ville.
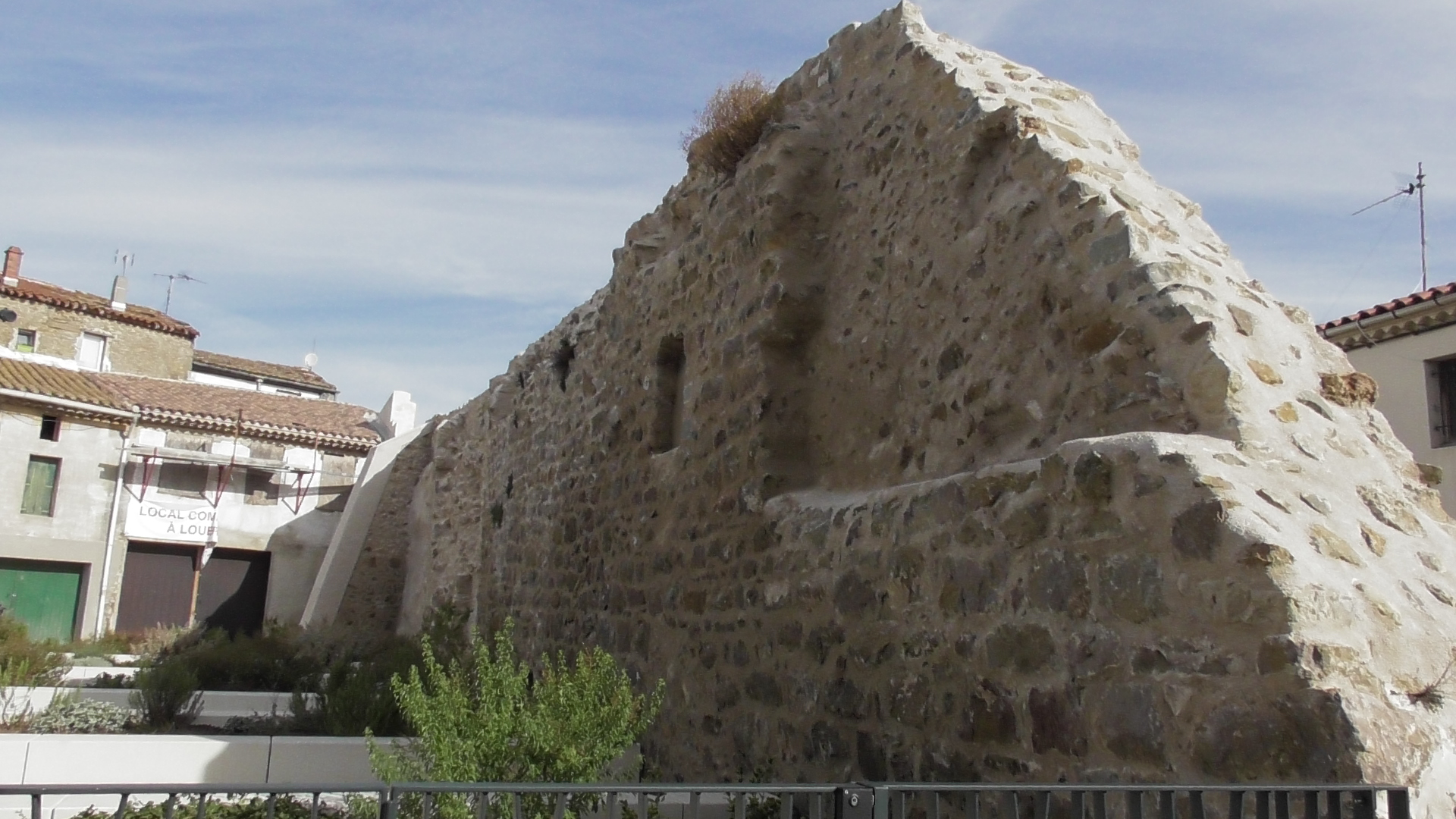
Vestiges du mur du château côté intérieur, enceinte de la ville.

#### DuXIIIeauXIVesiècle
En 1209, dès le début de la croisade contre les Albigeois, le siège de Béziers, la prise éclair de la ville et le massacre qui s'ensuivent convainquent les seigneurs locaux de signer les accords de Capestang, livrant les villes du Narbonnais aux croisés. Ceux-ci occupent donc le château de Lézignan, alors toujours possession de l'abbaye de Lagrasse et ceux des alentours sans rencontrer d'opposition.
Simon IV de Montfort puis à sa mort en 1218 son fils Amaury VI de Montfort occupent tour à tour le château entre 1209 et 1224. Amaury de Montfort, et son oncle Guy de Montfort incapables de se maintenir dans une région qui leur est très hostile, remettent solennellement au roi leurs seigneuries albigeoises.
En 1226, le roi Louis VIII venu dans le comté de Toulouse donne en fief La seigneurie de Castres et le château de Lézignan à Guy de Montfort puis à sa mort en 1228 à son fils Philippe Ier de Montfort-Castres. Cela signifie que Guy de Montfort est le premier châtelain de Lézignan. Mais également que désormais, ces terres relèvent du roi et non plus de l'abbaye de Lagrasse.
L'abbaye de Lagrasse qui s'estime lésée, obtient du pape Grégoire IX une bulle confirmant ses possessions. Elle fait valoir ses droits en 1234 lors d'un arbitrage qui se conclut en sa faveur. Philippe de Montfort conserve néanmoins le château sous la suzeraineté de l'abbaye moyennant un droit d'albergue.
Le roi Louis IX souhaite cependant prendre la suzeraineté des seigneuries ecclésiastiques dont celle de Lézignan moyennant une indemnité annuelle payée par le trésor royal. Cette transaction, acceptée par l'abbaye de Lagrasse et conclue en 1258 rattache définitivement Lézignan au domaine royal. La châtellenie de Lézignan est alors constituée et comprend : Lézignan, Saint-Jaume, Saint-Estève, Sérame, Caumont, Tourouzelle, Castelnau et Conilhac.
Pendant toute la période suivante, les seigneurs de Lézignan (également seigneurs de Castres), n'y résideront jamais, étant représenté sur place initialement par un sénéchal et un bailli et ensuite par un châtelain et un lieutenant de châtelain.
La dernière représentante de la famille des Montfort, Eléonore de Montfort épouse Jean V de Vendôme. À son décès en 1340, les Vendôme deviennent les seigneurs de la châtellenie de Lézignan.
Au cours de la guerre de Cent Ans, en 1355, la randonnée éclair du Prince Noir depuis l'aquitaine jusqu'à Capestang déclenche l'obligation de fortification de tous les bourgs. C'est de cette époque que date la construction des remparts de Lézignan dont on connait peu de vestiges. Ils sont alors percés de deux portes, l'une au nord, la porte de Saint-Félix à cause de sa proximité avec l'église et l'autre au sud nommée porte du Mazel débouchant sur le marché.
En 1356, la seigneurie de Castres est érigée en comté et la châtellenie de Lézignan devient une baronnie.
La dernière représentante de la famille des Vendôme, Catherine de Vendôme, comtesse de Vendôme et de Castres, épouse en 1364 Jean Ier de Bourbon-La Marche.
- Blasons des seigneurs de Lézignan du XIIIe au XVe siècle

Blasons des seigneurs de Lézignan du
Écu de Simon de Montfort.
Écu de Jean V de Vendôme.
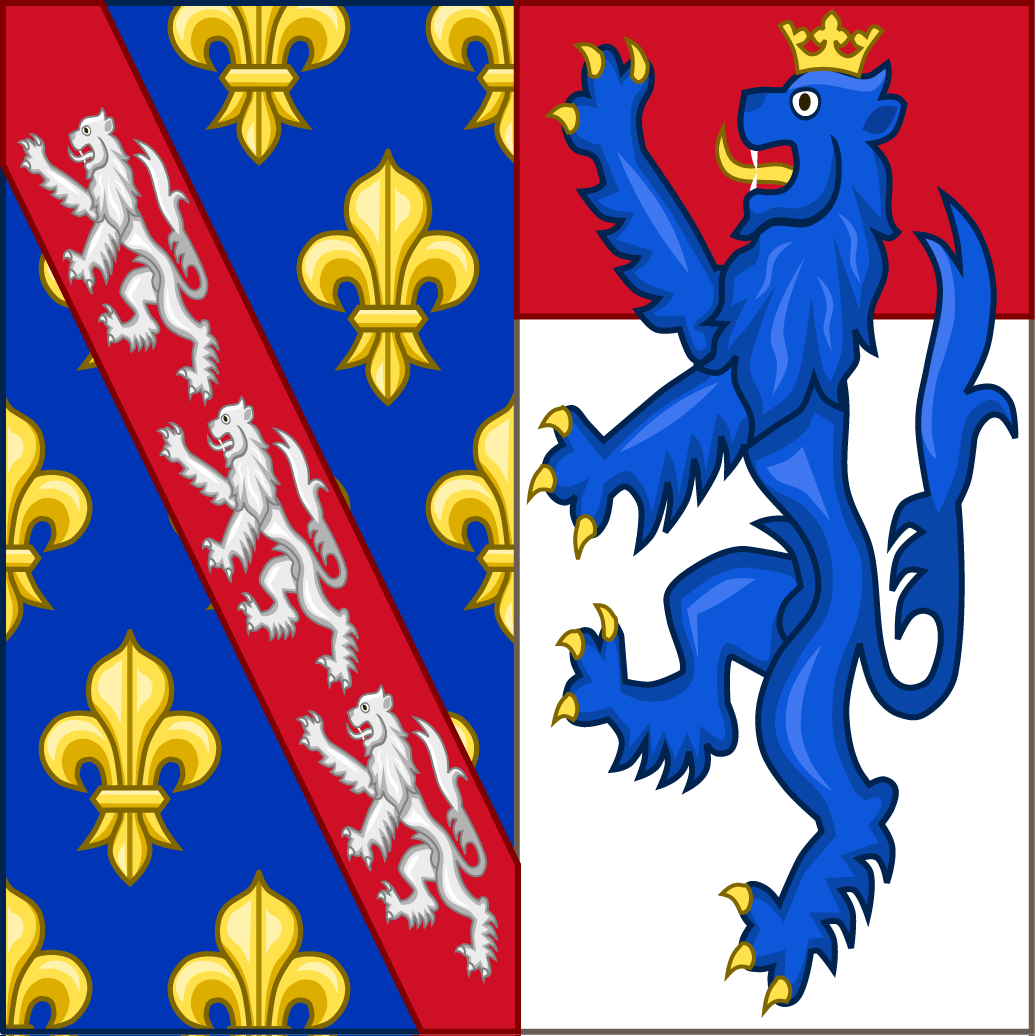
Écu en bannière de Catherine de Vendôme.
Écu de Jean Ier de Bourbon-La Marche.

#### XVesiècle
Au décès de sa mère, la comtesse de Castres en 1412, Jacques II de Bourbon devient comte de Castres et baron de Lézignan.
Jacques II de Bourbon lance la fondation des monastères Clarisses à Castres et Lézignan. Le monastère de Lézignan est bâti à l'ouest de l'église actuelle, dans son axe et est consacré en 1432. L'église du monastère (Sainte-Anne) est d'ailleurs toujours visible mais à usage d'habitation. Son chœur se situe en face de la partie ouest du porche de l'église Saint-Félix.
Quant à celle-ci, elle est à cette même époque en pleine construction, dans le style gothique méridional qu'on peut encore lui voir aujourd'hui. La nouvelle église conserve des éléments d'architecture des deux précédentes (carolingienne et romane) encore visibles sur le mur ouest.
La fille unique de Jacques II de Bourbon Éléonore de Bourbon, comtesse de Castres et baronne de Lézignan épouse Bernard VIII d'Armagnac. Bonne d'Armagnac, issue de leur union, entre au couvent des clarisses de Lézignan fondée par son grand-père, en mars-avril 1454 à l'âge de 20 ans. La légende de la "Sainte" Bonne d'Armagnac commence à son décès trois ans plus tard, en pleine jeunesse. Les donations liés à cette sainteté décernée par le peuple seront en partie à l'origine de la prospérité du monastère.
Dix moniales parties de Lézignan s'installent en 1461 à Gandie (Espagne) et fondent une dizaine de filiales, assurant un rayonnement spirituel au monastère de Lézignan.
Le fils de la comtesse de Castres et baronne de Lézignan, Jacques d'Armagnac prend ses titres à sa suite. Mais il complote contre le roi Louis XI qui le fait exécuter en 1477 après lui avoir confisqué ses terres et ses titres qui reviennent à la couronne.
Des Lettres royales attribuent le comté de Castres et la baronnie de Lézignan à Boffille de Juge pour ses services à la couronne dès 1476. De graves dissensions familiales amènent Boffille de Juge à faire donation du comté de Castres et de la baronnie de Lézignan à son beau-frère Alain d'Albret en 1494.

Éléments d'architecture des églises Sainte-Anne et Saint-Félix
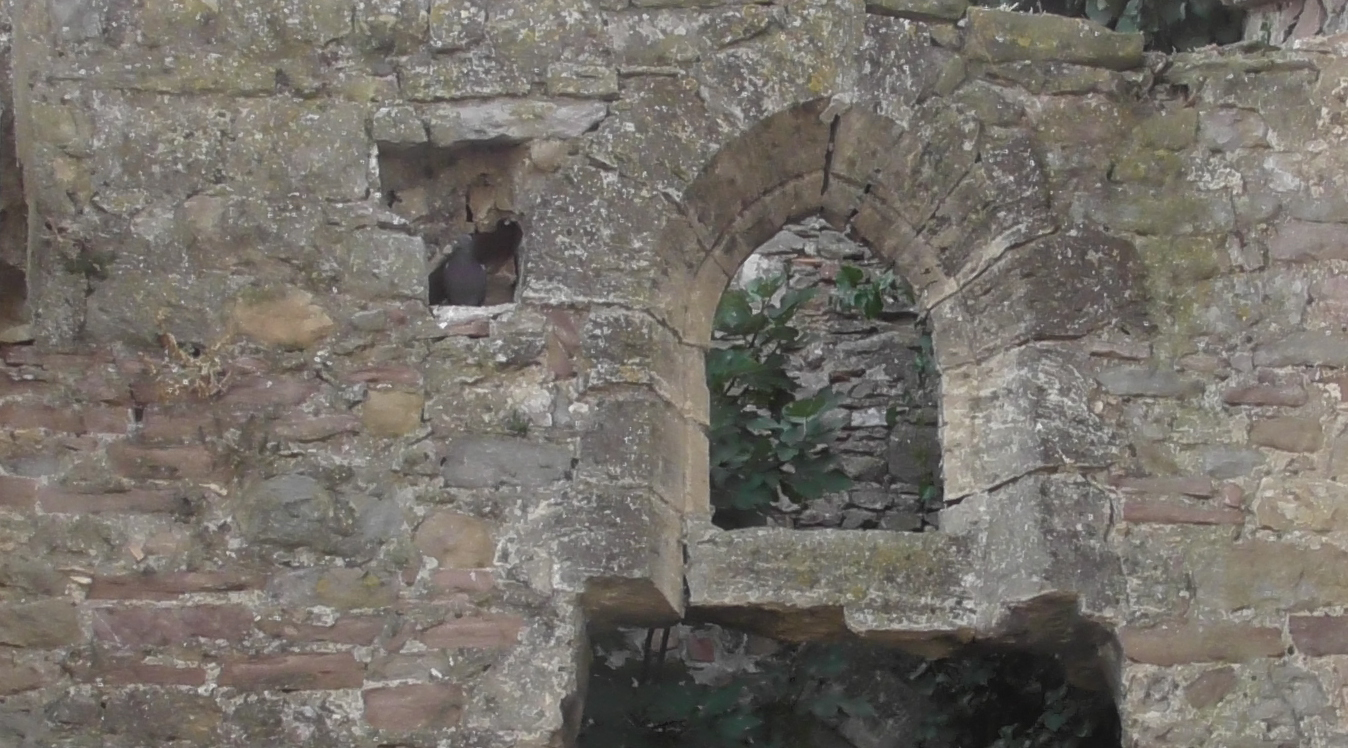
Vestige du transept nord de l'église du monastère des Clarisses.
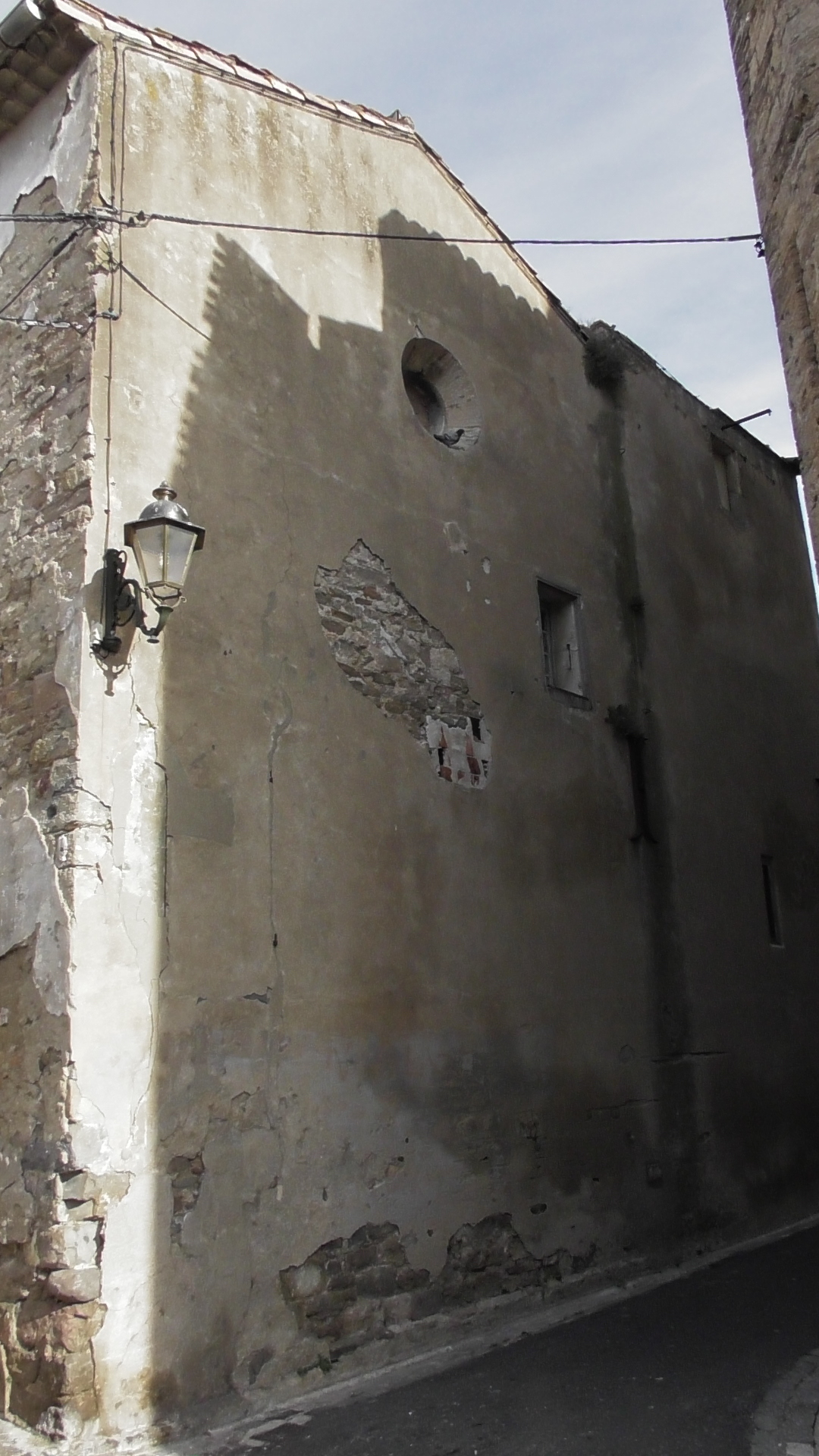
Mur Est de Sainte-Anne.
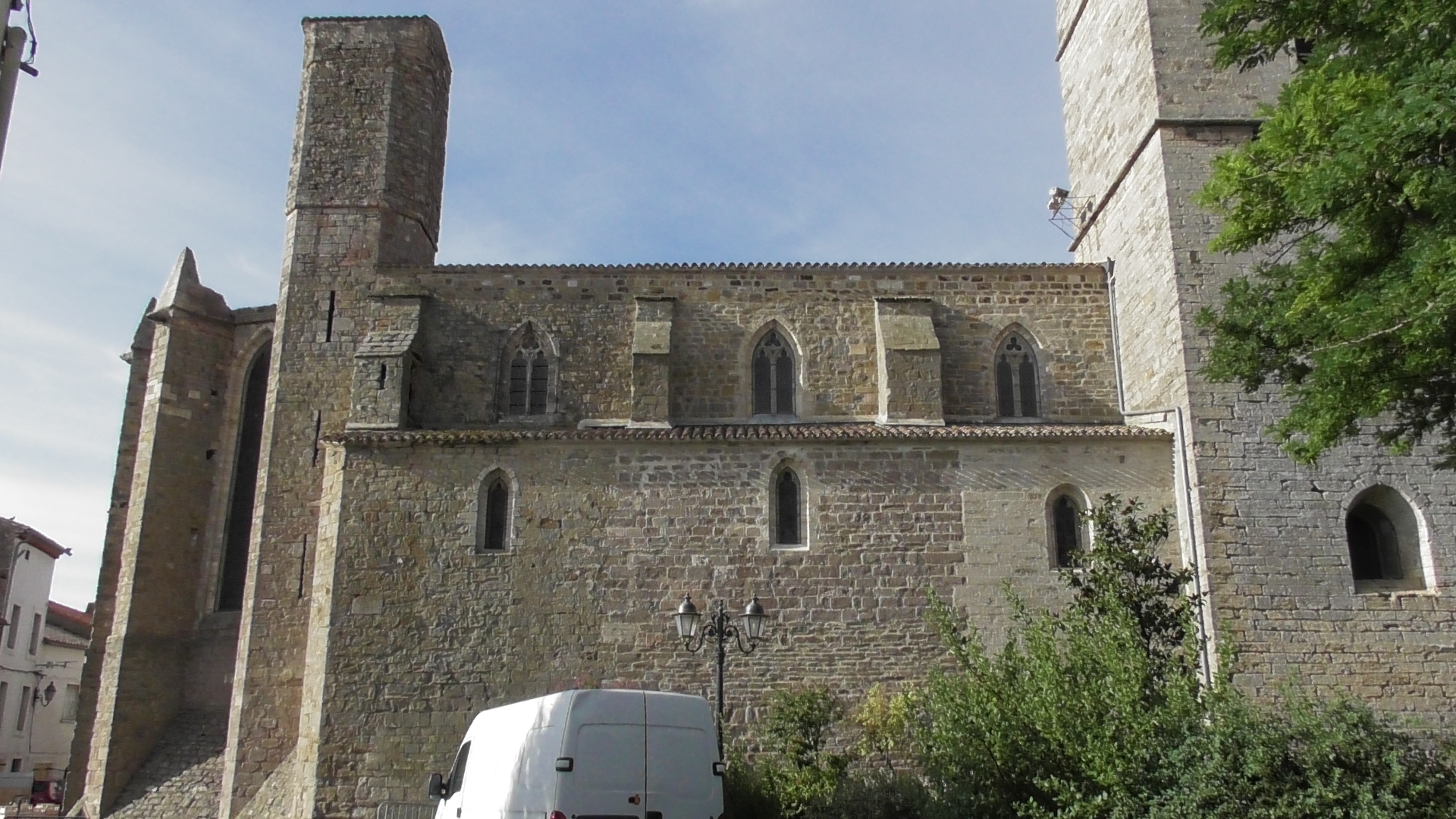
Choeur et chapelles de Saint-Félix.
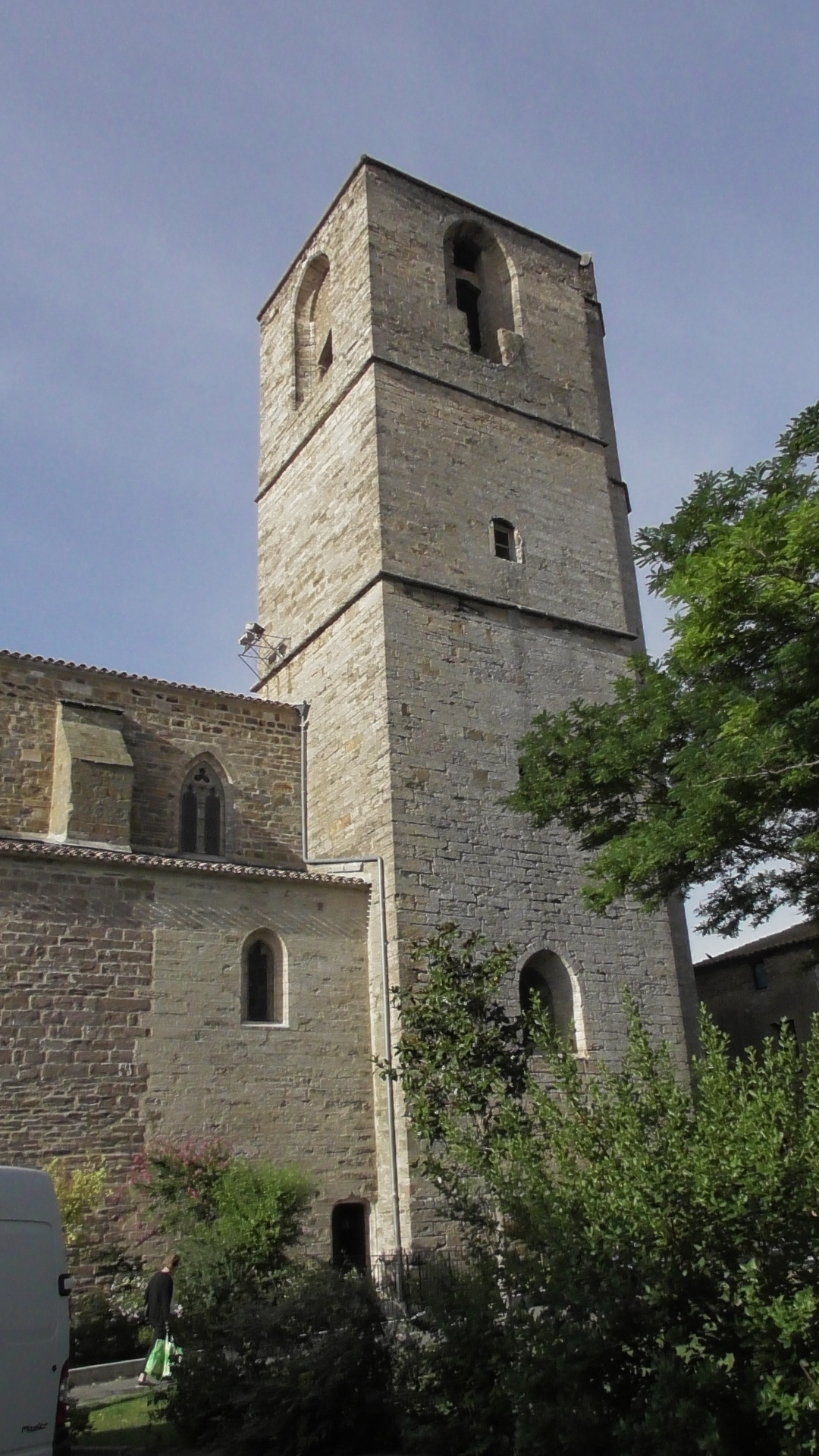
Clocher de Saint-Félix.

### La Renaissance
Alain D'Albret conserve le comté de Castres et la baronnie de Lézignan au décès de Boffille de Juge en 1502. Louis XII et François Ier acceptent son hommage-lige respectivement en juillet 1498 et janvier 1515.
Au décès d'Alain d'Albret en 1519, la succession est revendiquée par plusieurs parties dont le monastère de Lagrasse. L'arrêt de 1519 du parlement de Paris intègre définitivement le comté de Castres et la baronnie de Lézignan au domaine royal.
En reconnaissance de services rendus, la marquise de Saluces et son fils François de Saluces reçoivent donation à vie du comté de Castres et de la baronnie de Lézignan. En 1536, le marquis de Saluces, tombé en disgrâce pour trahison, voit tous ses biens confisqués et le comté de Castres et la baronnie de Lézignan sont réintégrés dans le domaine royal.
En 1540, Jacques de Verzeilhes est seigneur engagiste de Lézignan. Lui ou ses descendants le sont toujours en 1576, sous l'appellation de M. d'Argens lors des guerres de religion.

Lézignan est attaquée en 1576 par les troupes du parti huguenot menées par le capitaine Mazamet qui s'empare par surprise du château. M d'Argens avec les défenseurs de Lézignan est repoussé jusque dans l'église. La troupe huguenote prend ensuite d'assaut le monastère des Clarisses, catholiques, en passant par les toits dès matines. Les religieuses sont rançonnées avant de pouvoir fuir vers Narbonne, puis le monastère est pillé par la troupe. À leur retour, la ville est dévastée et a perdu une partie de la population.
De 1577 à 1594, Lézignan est une place forte défendant les abords de Narbonne et les troupes catholiques y stationneront à plusieurs reprises avec des capitaines ralliés au duc de Joyeuse, catholique intransigeant. Un poste de guet (escouto) est installé au nord de Lézignan sur la D 611 pour surveiller les gués sur l'Aude (chemins en provenance de Sérame et Montrabech). Ce qui s'avèrera utile pour fournir des renseignements sur les mouvements de troupes ennemies et donnera au lieu son nom (escouto can plaou).

Pendant toute cette période, l'insécurité règne et des guérillas entrecoupées de trêves permettront plutôt mal que bien aux paysans de rentrer les récoltes. En 1591, les belligérants ne trouvent d'ailleurs plus de blé pour l'alimentation de leurs troupes.

En 1596, la paix est de retour et Lézignan peut enfin reprendre son développement.

Blasons des seigneurs de Lézignan à la Renaissance
Écu d'Alain d'Albret.
Écu de François de Saluces.

### DuXVIIeauXVIIIesiècle
En juin 1639, la baronnie de Lézignan est engagée à Justinian Dupriandy. Il semble n'être qu'un homme de paille pour le compte d'Henri de Saint-Aunès, alors en disgrâce auprès du roi, ce qui lui interdit de devenir lui-même baron engagiste de Lézignan. C'est en 1648, revenu en grâce qu'il devient enfin seigneur engagiste jusqu'en 1666.
À la fin du XVIIe siècle, le monastère des Clarisses a acquis une puissance financière foncière et mobilière indéniable. Il peut se permettre de prêter de l'argent aux particuliers, aux villes et communautés du diocèse. À tel point qu'on nomme la ville Lézignan-les-Religieuses en raison de cette puissance financière.
En 1729, le maréchal de Belle-Isle devient baron de Lézignan par échange de seigneuries avec la couronne et le reste jusqu'en 1761.
Entre 1791 et 1792, la loi de la Constitution civile du clergé et ses décrets sèment la zizanie dans le monastère des Clarisses puis amènent à la fermeture légale du couvent.

### XIXesiècle
Le déclassement des remparts en 1817 par ordonnance royale permet aux particuliers de construire sur le fossé et de mettre à bas les murailles.

### XXeauXXIesiècle
Lézignan fut aussi traversée par la révolte des vignerons du Languedoc en 1907.

## Politique et administration

### Administration municipale
Le nombre d'habitants au dernier recensement étant compris entre 10 000 et 19 999, le nombre de membres du conseil municipal est de 33.

### Tendances politiques et résultats
La population lézignanaise a longtemps été majoritairement de gauche, comme le confirment les élections municipales de 1900 à 2020 qui ont consacré une écrasante majorité d'élus de gauche. Le dernier scrutin a consacré un maire divers droite pour la première fois.
Il faut par ailleurs noter la forte poussée du Rassemblement National depuis les années 2000 à Lézignan, qui arrive régulièrement en tête des scrutins nationaux organisé dans la commune.

#### Récapitulatif de résultats électoraux récents
| Scrutin             | 1er tour | 1er tour | 1er tour | 1er tour | 1er tour | 1er tour | 1er tour | 1er tour | 1er tour | 1er tour | 1er tour | 1er tour | 2d tour     | 2d tour     | 2d tour     | 2d tour     | 2d tour     | 2d tour     | 2d tour     | 2d tour     | 2d tour     |
| Scrutin             | 1er      | 1er      | %        | 2e       | 2e       | %        | 3e       | 3e       | %        | 4e       | 4e       | %        | 1er         | 1er         | %           | 2e          | 2e          | %           | 3e          | 3e          | %           |
| ------------------- | -------- | -------- | -------- | -------- | -------- | -------- | -------- | -------- | -------- | -------- | -------- | -------- | ----------- | ----------- | ----------- | ----------- | ----------- | ----------- | ----------- | ----------- | ----------- |
| Présidentielle 2017 |          | FN       | 32,05    |          | LFI      | 20,94    |          | EM       | 18,88    |          | LR       | 12,69    |             | FN          | 50,92       |             | LREM        | 49,08       | Pas de 3e   | Pas de 3e   | Pas de 3e   |
| Européennes 2019    |          | RN       | 37,72    |          | LREM     | 14,57    |          | PS       | 10,51    |          | FI       | 7,56     | Tour unique | Tour unique | Tour unique | Tour unique | Tour unique | Tour unique | Tour unique | Tour unique | Tour unique |
| Régionales 2021     |          | PS       | 41,47    |          | RN       | 31,80    |          | LREM     | 7,69     |          | DVC      | 6,20     |             | PS          | 54,16       |             | RN          | 34,37       |             | LREM        | 11,47       |
| Présidentielle 2022 |          | RN       | 38,60    |          | EM       | 17,64    |          | LFI      | 17,48    |          | REC      | 8,18     |             | RN          | 63,03       |             | LREM        | 36,97       | Pas de 3e   | Pas de 3e   | Pas de 3e   |
| Législative 2022    |          | RN       | 36,42    |          | NUPES    | 26,91    |          | LREM     | 21,28    |          | REC      | 4,46     |             | RN          | 57,42       |             | NUPES       | 42,58       | Pas de 3e   | Pas de 3e   | Pas de 3e   |

### Jumelages
Lézignan a fêté en juin 2019 ses 50 ans de jumelage avec  Lauterbach (Allemagne) depuis 1969, voir Lauterbach (de).

## Population et société

### Démographie
L'évolution du nombre d'habitants est connue à travers les recensements de la population effectués dans la commune depuis 1793. Pour les communes de plus de 10 000 habitants les recensements ont lieu chaque année à la suite d'une enquête par sondage auprès d'un échantillon d'adresses représentant 8 % de leurs logements, contrairement aux autres communes qui ont un recensement réel tous les cinq ans,.

En 2022, la commune comptait 10 855 habitants, en évolution de −4,23 % par rapport à 2016 (Aude : +2,65 %, France hors Mayotte : +2,11 %).
| 1793  | 1800  | 1806  | 1821  | 1831  | 1836  | 1841  | 1846  | 1851  |
| ----- | ----- | ----- | ----- | ----- | ----- | ----- | ----- | ----- |
| 1 379 | 1 505 | 1 668 | 1 669 | 1 792 | 2 269 | 2 168 | 2 442 | 2 537 |

| 1856  | 1861  | 1866  | 1872  | 1876  | 1881  | 1886  | 1891  | 1896  |
| ----- | ----- | ----- | ----- | ----- | ----- | ----- | ----- | ----- |
| 2 754 | 3 016 | 3 934 | 3 969 | 4 670 | 6 286 | 6 569 | 4 792 | 4 857 |

| 1901  | 1906  | 1911  | 1921  | 1926  | 1931  | 1936  | 1946  | 1954  |
| ----- | ----- | ----- | ----- | ----- | ----- | ----- | ----- | ----- |
| 4 951 | 6 339 | 6 787 | 7 039 | 7 152 | 7 227 | 7 248 | 6 986 | 6 682 |

| 1962  | 1968  | 1975  | 1982  | 1990  | 1999  | 2006  | 2011   | 2016   |
| ----- | ----- | ----- | ----- | ----- | ----- | ----- | ------ | ------ |
| 6 939 | 7 558 | 7 355 | 7 514 | 7 881 | 8 266 | 9 465 | 10 920 | 11 334 |

| 2021   | 2022   | - | - | - | - | - | - | - |
| ------ | ------ | - | - | - | - | - | - | - |
| 10 952 | 10 855 | - | - | - | - | - | - | - |

| selon la population municipale des années : | 1968 | 1975 | 1982 | 1990 | 1999 | 2006 | 2009 | 2013 |
| Rang de la commune dans le département      | 5    | 5    | 5    | 5    | 5    | 5    | 4    | 4    |
| Nombre de communes du département           | 439  | 436  | 435  | 437  | 438  | 438  | 438  | 438  |

### Enseignement
Lézignan possède 3 écoles maternelles dont une privée et 3 écoles élémentaires dont une privée.
Elle possède également 3 collèges dont un privé et un lycée plus un centre de formation d'apprentis :
- le collège Joseph-Anglade inauguré en 1936, 725 élèves ;
- le collège Rosa-Parks inauguré en 2016, 436 élèves ;
- le lycée Ernest-Ferroul inauguré en 2016, 1130 élèves.

Le bâtiment du lycée est notamment signé de Rudy Ricciotti et est orienté 100 % énergies renouvelables. Il dispose en particulier d'une chaufferie bois, d'un internat de 120 lits, d'un gymnase construit en bois, d'un pôle logistique et transport et d'un restaurant scolaire partagé avec le collège Rosa-Parks.
Le retour d'un lycée à Lézignan était attendu depuis la suppression en 1971 de celui présent dans les bâtiments de l'actuel collège Joseph-Anglade.
- l'Institut l'Amandier qui regroupe un collège privé sous contrat (228 élèves) inauguré en 2009 et un lycée agricole privé sous contrat inauguré en 1995 ;
- le CFAI Henri-Martin.

Les effectifs annoncés sont ceux de 2018.

Quelques établissements d'enseignement de Lézignan
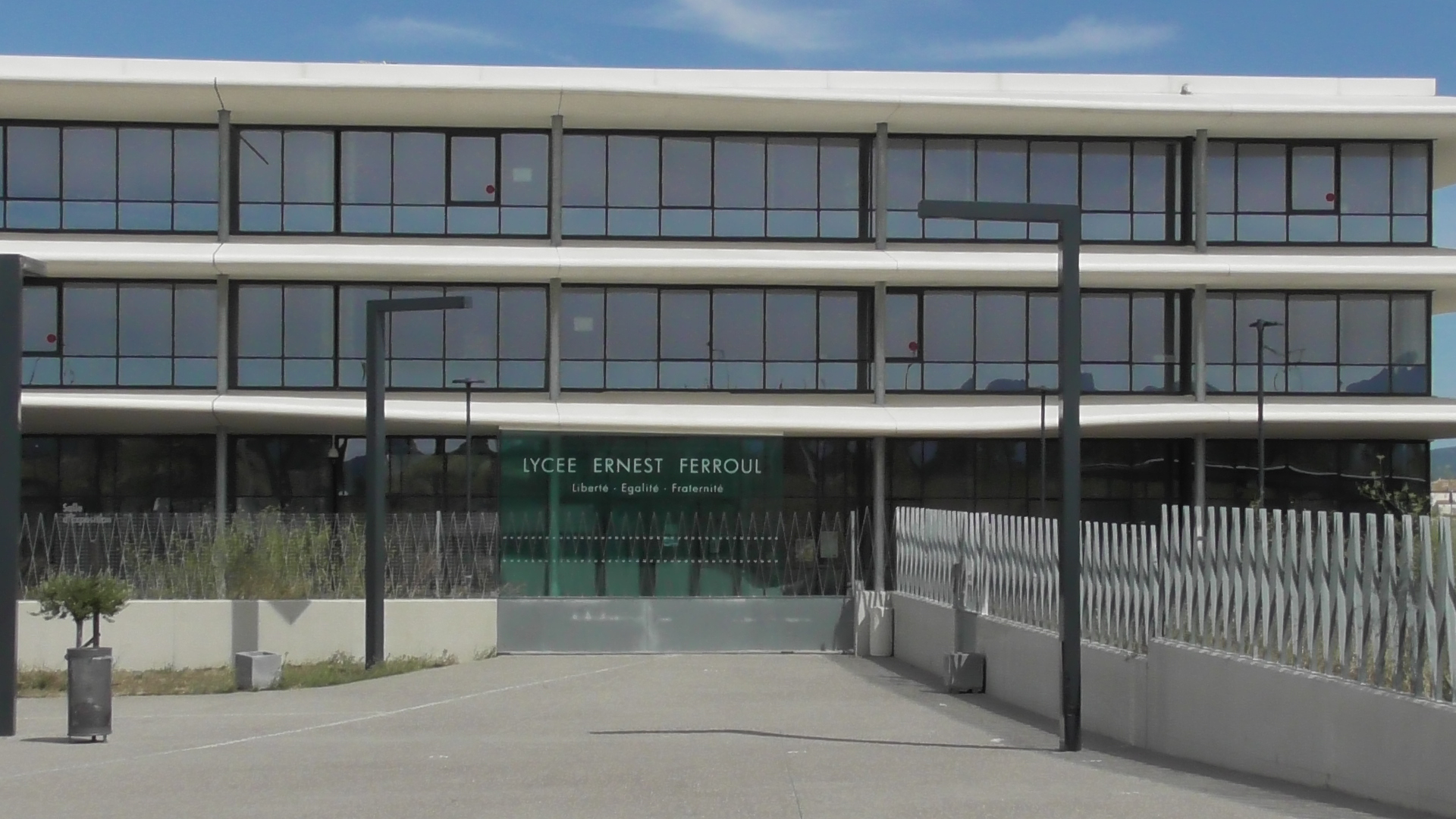
Entrée du lycée Ernest-Ferroul.
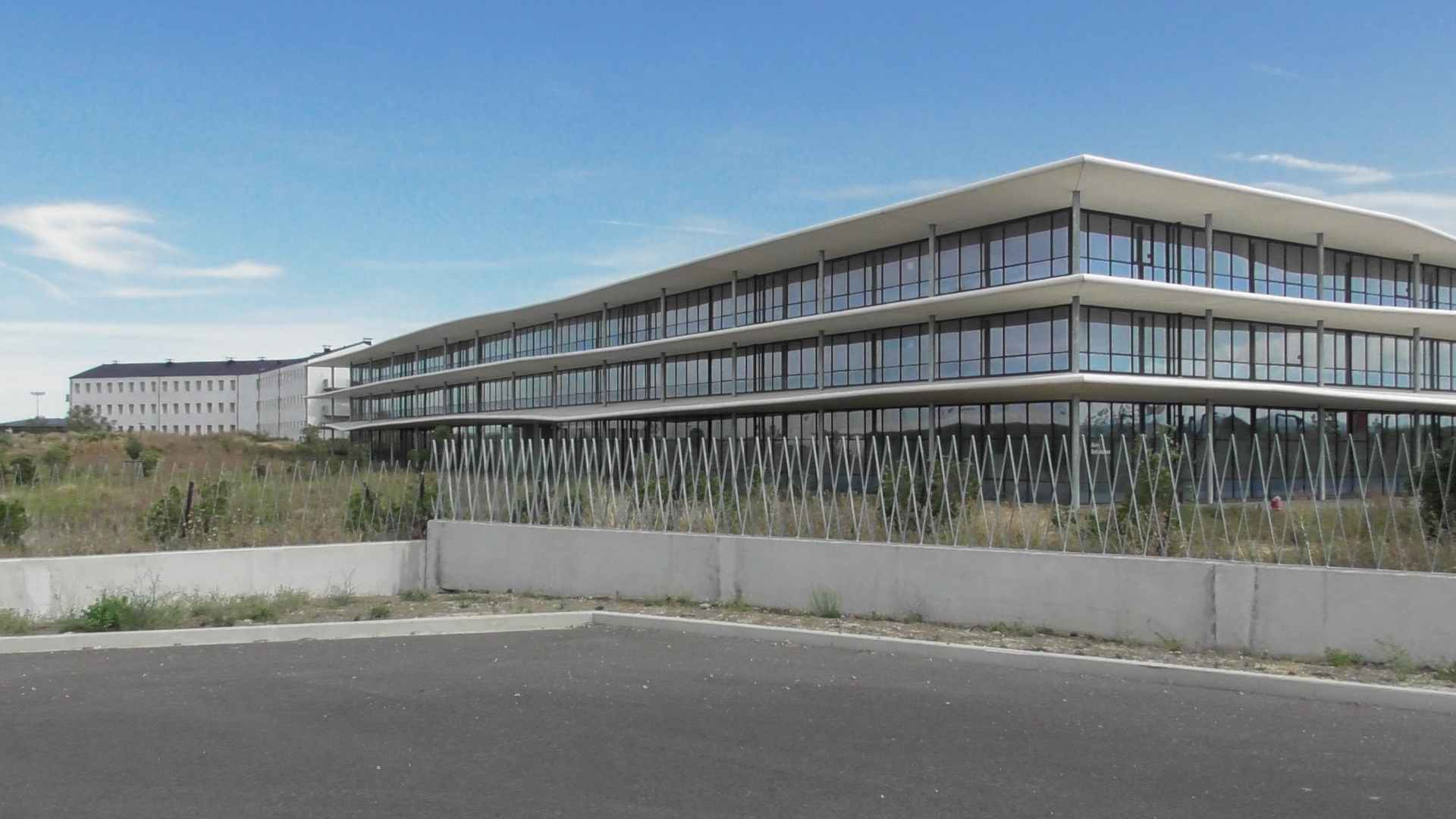
Bâtiments du lycée Ernest-Ferroul et internat.
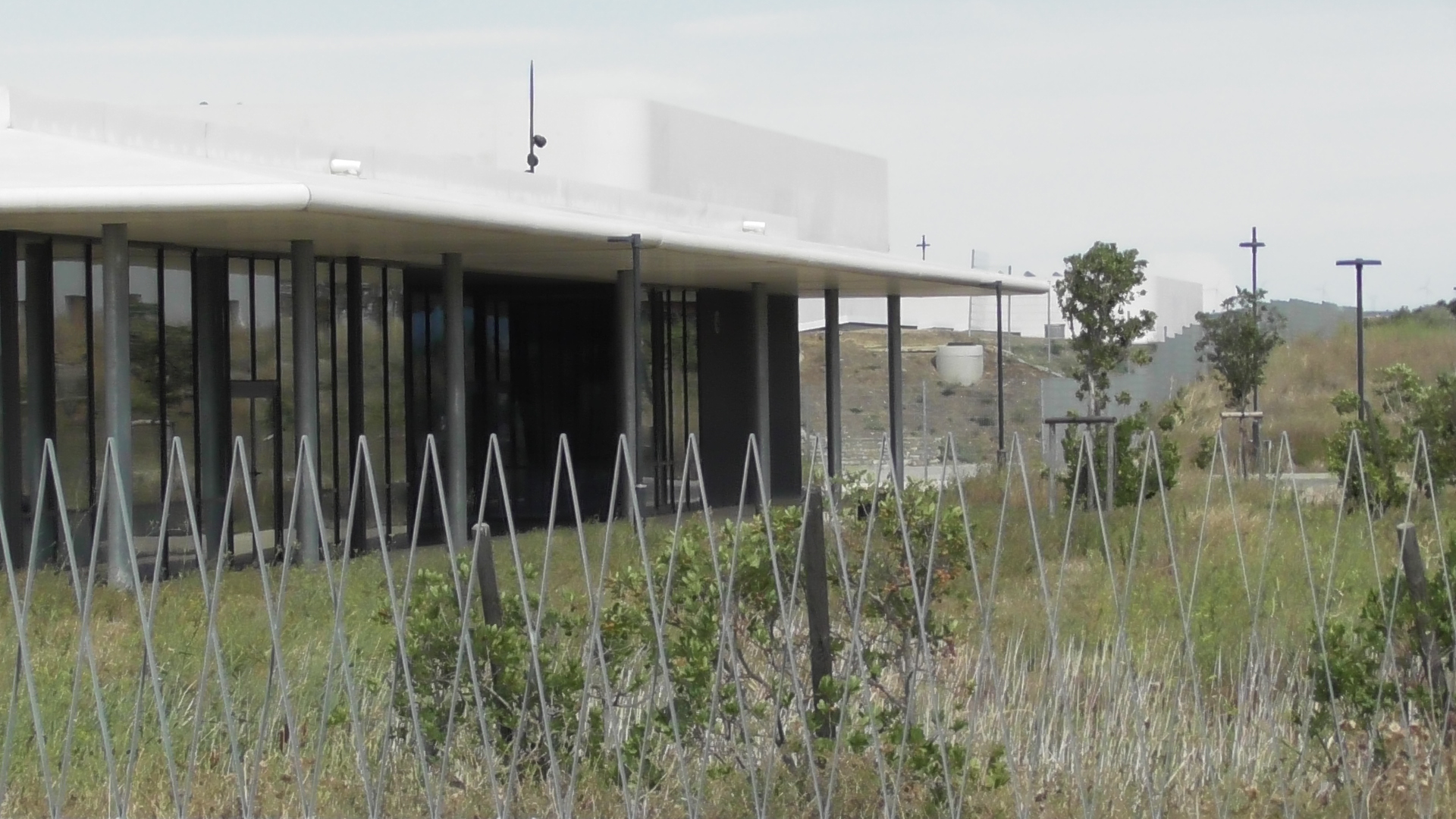
Bâtiment du collège Rosa-Parks.
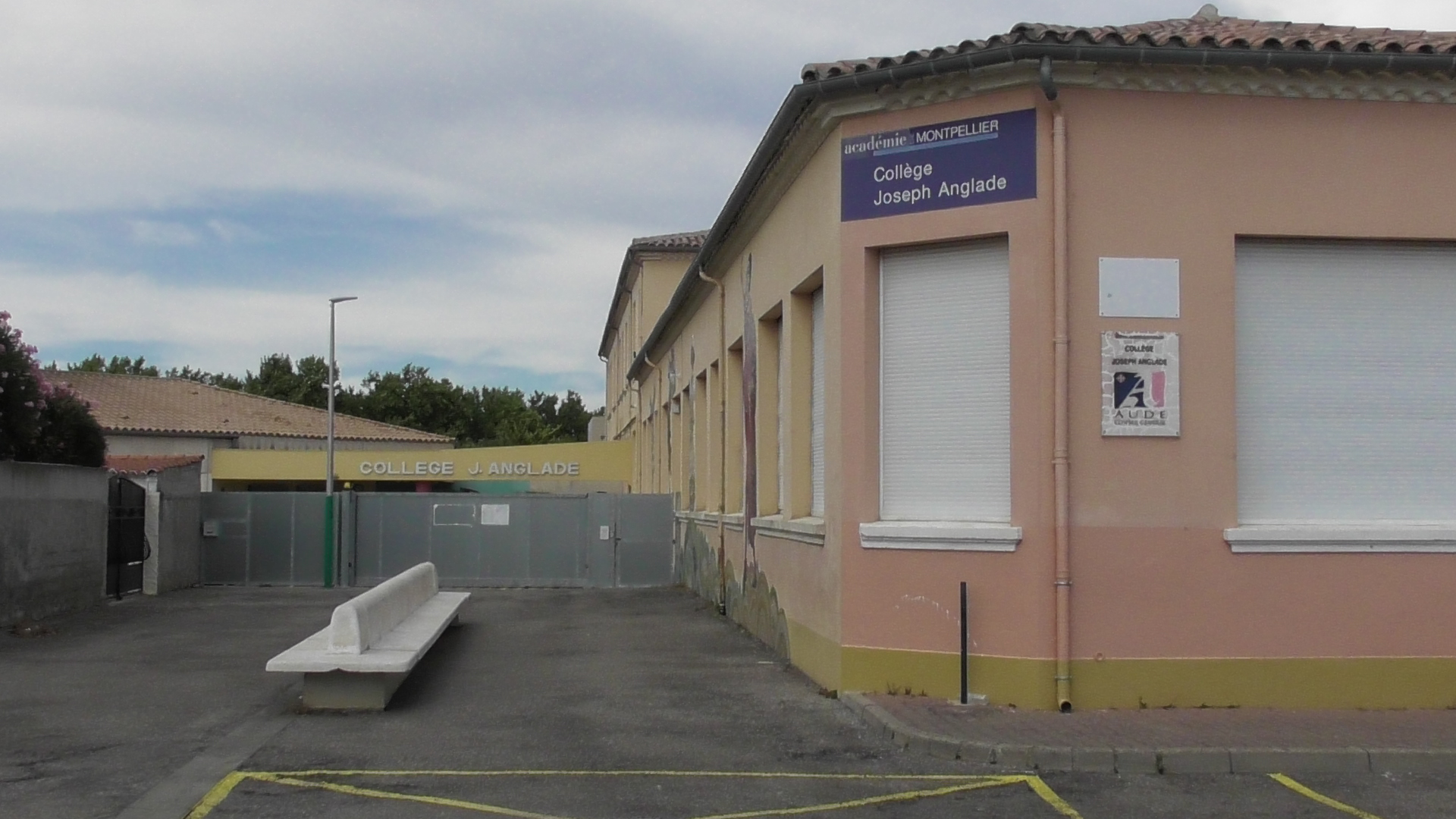
Entrée moderne du collège Joseph-Anglade.

### Santé
La ville de Lézignan possède une infrastructure médicale assez diversifiée.
- L'hôpital de Lézignan, inauguré en 1914, a presque tout de suite été transformé en hôpital militaire pour accueillir les blessés de la Grande Guerre[38]. S'il a longtemps assuré les fonctions d'hospice, maternité et urgences, il est maintenant devenu un centre hospitalier et les urgences et la maternité sont désormais assurées par les établissements de Narbonne ;
- Une maison médicale de garde a été mise en place dans les locaux du centre hospitalier pour pallier l'absence de service d'urgence dans les cas les plus bénins ;
- La maison de retraite (EHPAD) La Capounado dépend quant à elle toujours du centre hospitalier ;
- La clinique des Oliviers traite les affections psychiatriques ;
- La Maison d'Accueil Spécialisée (MAS) Les Genêts accueille en hébergement complet des résidents adultes polyhandicapés.

### Cultes
La communauté catholique de Lézignan-Corbières dispose de l'église Saint-Félix (dépendant du diocèse de Carcassonne et Narbonne).
Le culte protestant se célèbre à l'église évangélique Vie Et Lumiere, rue Vaillant-Couturier.
La communauté musulmane sunnite se réunit à la mosquée Al-Imane de l'avenue du Maréchal-Joffre et au centre islamique de l'Aube, au Plantier.

### Manifestations culturelles et festivités

#### Promaude
Avec près de 45 000 visiteurs en 2019, Promaude est la manifestation majeure de Lézignan et l'une des principales du département. Organisée au printemps à la fin de mois de mai, Promaude est localisée sur le site de Gaujac.
Créée en 1990, elle a à l'époque l'ambition de valoriser la qualité des produits et savoir-faire de l’Aude.
Aujourd’hui, tournée également vers la Région Occitanie / Pyrénées-Méditerranée et l’Europe, elle reste un lieu festif, propice aux rencontres et aux échanges.

#### Les Grandes fêtes de Lézignan
Elles sont toujours programmées sur 3 jours en incluant le premier vendredi et le premier week-end du mois d'août.
Dans les années 1950 et 1960, les grandes fêtes avaient un lustre particulier car des vedettes nationales voire internationales y participaient (Johnny Hallyday, Claude Nougaro, Charles Aznavour, Joe Dassin, Henri Salvador…).

#### Marche vigneronne
Sainte Suzanne est invoquée à Lézignan chaque 11 août depuis plus d'un siècle par les viticulteurs pour protéger les récoltes avant les vendanges ou demander la pluie en période de sécheresse. La marche vigneronne part du début du parcours vita et va jusqu'à la croix de Sainte-Suzanne, dans la pinède.
Au retour de la marche, un moment de convivialité réunit les participants qui partagent un apéritif et parfois un repas jusqu'à la nuit.

### Sports

#### Rugby à XIII
La ville de Lézignan-Corbières est représenté par le club de rugby à XIII du F.C. Lézignan (« Feuceleu ») qui évolue en Super XIII, l'élite du rugby à XIII sur le plan national. Il joue au stade du Moulin qui comporte une capacité d'accueil d'environ 6 000 spectateurs. Le club est l'un des clubs les plus titrés de France avec huit titres de Championnat de France et six titres de Coupe de France.

#### Autres sports
Tour de France 1980

## Économie

### Revenus
En 2018 (données Insee publiées en septembre 2021), la commune compte 4 334 ménages fiscaux, regroupant 9 348 personnes. La médiane du revenu disponible par unité de consommation est de 18 040 € (19 240 € dans le département). 36 % des ménages fiscaux sont imposés (39,9 % dans le département).

### Emploi
| Division       | 2008   | 2013   | 2018   |
| -------------- | ------ | ------ | ------ |
| Commune        | 12,9 % | 13,7 % | 13,2 % |
| Département    | 10,2 % | 12,8 % | 12,6 % |
| France entière | 8,3 %  | 10 %   | 10 %   |

En 2018, la population âgée de 15 à 64 ans s'élève à 6 380 personnes, parmi lesquelles on compte 63,6 % d'actifs (50,4 % ayant un emploi et 13,2 % de chômeurs) et 36,4 % d'inactifs,. Depuis 2008, le taux de chômage communal (au sens du recensement) des 15-64 ans est supérieur à celui de la France et du département.
La commune fait partie d'un pôle secondaire de l'aire d'attraction de Narbonne,. Elle compte 5 355 emplois en 2018, contre 4 995 en 2013 et 4 612 en 2008. Le nombre d'actifs ayant un emploi résidant dans la commune est de 3 264, soit un indicateur de concentration d'emploi de 164,1 % et un taux d'activité parmi les 15 ans ou plus de 44,7 %.
Sur ces 3 264 actifs de 15 ans ou plus ayant un emploi, 1 964 travaillent dans la commune, soit 60 % des habitants. Pour se rendre au travail, 80,8 % des habitants utilisent un véhicule personnel ou de fonction à quatre roues, 1,9 % les transports en commun, 12,2 % s'y rendent en deux-roues, à vélo ou à pied et 5,1 % n'ont pas besoin de transport (travail au domicile).

### Activités hors agriculture

#### Secteurs d'activités
1 053 établissements sont implantés à Lézignan-Corbières au 31 décembre 2019. Le tableau ci-dessous en détaille le nombre par secteur d'activité et compare les ratios avec ceux du département,.
| Secteur d'activité                                                                                        | Commune | Commune | Département |
| Secteur d'activité                                                                                        | Nombre  | %       | %           |
| --- | ------- | ------- | ----------- |
| Ensemble                                                                                                  | 1 053   | 100 %   | (100 %)     |
| Industrie manufacturière, industries extractives et autres                                                | 75      | 7,1 %   | (8,8 %)     |
| Construction                                                                                              | 136     | 12,9 %  | (14 %)      |
| Commerce de gros et de détail, transports, hébergement et restauration                                    | 373     | 35,4 %  | (32,3 %)    |
| Information et communication                                                                              | 7       | 0,7 %   | (1,6 %)     |
| Activités financières et d'assurance                                                                      | 42      | 4 %     | (2,7 %)     |
| Activités immobilières                                                                                    | 42      | 4 %     | (5,2 %)     |
| Activités spécialisées, scientifiques et techniques et activités de services administratifs et de soutien | 130     | 12,3 %  | (13,3 %)    |
| Administration publique, enseignement, santé humaine et action sociale                                    | 160     | 15,2 %  | (13,2 %)    |
| Autres activités de services                                                                              | 88      | 8,4 %   | (8,8 %)     |

Le secteur du commerce de gros et de détail, des transports, de l'hébergement et de la restauration est prépondérant sur la commune puisqu'il représente 35,4 % du nombre total d'établissements de la commune (373 sur les 1053 entreprises implantées à Lézignan-Corbières), contre 32,3 % au niveau départemental.

#### Entreprises
Les cinq entreprises ayant leur siège social sur le territoire communal qui génèrent le plus de chiffre d'affaires en 2020 sont :
- Sunroad Leisure, commerce de gros (commerce interentreprises) non spécialisé (60 005 k€)
- Lezidis, hypermarchés (38 944 k€)
- La Compagnie Des Desserts, commerce de gros (commerce interentreprises) de produits surgelés (37 879 k€)
- Fal Distri, commerce de détail de carburants en magasin spécialisé (21 759 k€)
- Selmur, supermarchés (19 472 k€)

### Viticulture
La viticulture est historiquement la principale ressource économique de la ville avec ses vignobles (Vignoble des Corbières, Corbières-boutenac, Minervois...).
Plusieurs entreprises représentent bien cette activité :
- La coopérative agricole « Le chai des Vignerons », toujours installée sur son site historique depuis 1909[44],
- Les domaines Auriol, engagés dans la production, la vinification, le négoce et l'export (Europe, USA, Asie)[45],[46].

### Agriculture
La commune est dans la « Région viticole » de l'Aude, une petite région agricole occupant une grande partie centrale du département, également dénommée localement « Corbeilles Minervois et Carcasses-Limouxin ». En 2020, l'orientation technico-économique de l'agriculture  sur la commune est la viticulture.
|               | 1988  | 2000 | 2010 | 2020 |
| ------------- | ----- | ---- | ---- | ---- |
| Exploitations | 306   | 160  | 100  | 67   |
| SAU (ha)      | 2 228 | 1726 | 1593 | 1352 |

Le nombre d'exploitations agricoles en activité et ayant leur siège dans la commune est passé de 306 lors du recensement agricole de 1988  à 160 en 2000 puis à 100 en 2010 et enfin à 67 en 2020, soit une baisse de 78 % en 32 ans. Le même mouvement est observé à l'échelle du département qui a perdu pendant cette période 60 % de ses exploitations,. La surface agricole utilisée sur la commune a également diminué, passant de 2 228 ha en 1988 à 1 352 ha en 2020. Parallèlement la surface agricole utilisée moyenne par exploitation a augmenté, passant de 7 à 20 ha.

### Tourisme
Une autre activité ancienne de la région est le tourisme.

Le camping 3 étoiles "La pinède", créé au début des années 1970, dispose de 68 emplacements et de 18 mobile homes à proximité immédiate de la piscine municipale d'été et du Tennis Club de Lézignan.

### Industrie
D'autres entreprises à vocation industrielle se sont aussi implantées dans les dernières décennies :
- La Compagnie des desserts, fabricant de glaces et desserts pour les professionnels. L'entreprise est en développement continu en particulier à l'international et a été reprise par CM-CIC Investissement en 2017[51],[52].
- La société Bio Habitat (ex-entreprise O'Hara), filiale du groupe Bénéteau, a implanté un site de production de mobile homes[53].

### Transport
Les entreprises de transport sont bien implantées à proximité de la sortie d'autoroute de Lézignan-Corbières.
En particulier Express Marée, entreprise spécialisée dans le transport des produits de la mer. L'entreprise a été rachetée par le groupe STEF en 2018.

### Commerce

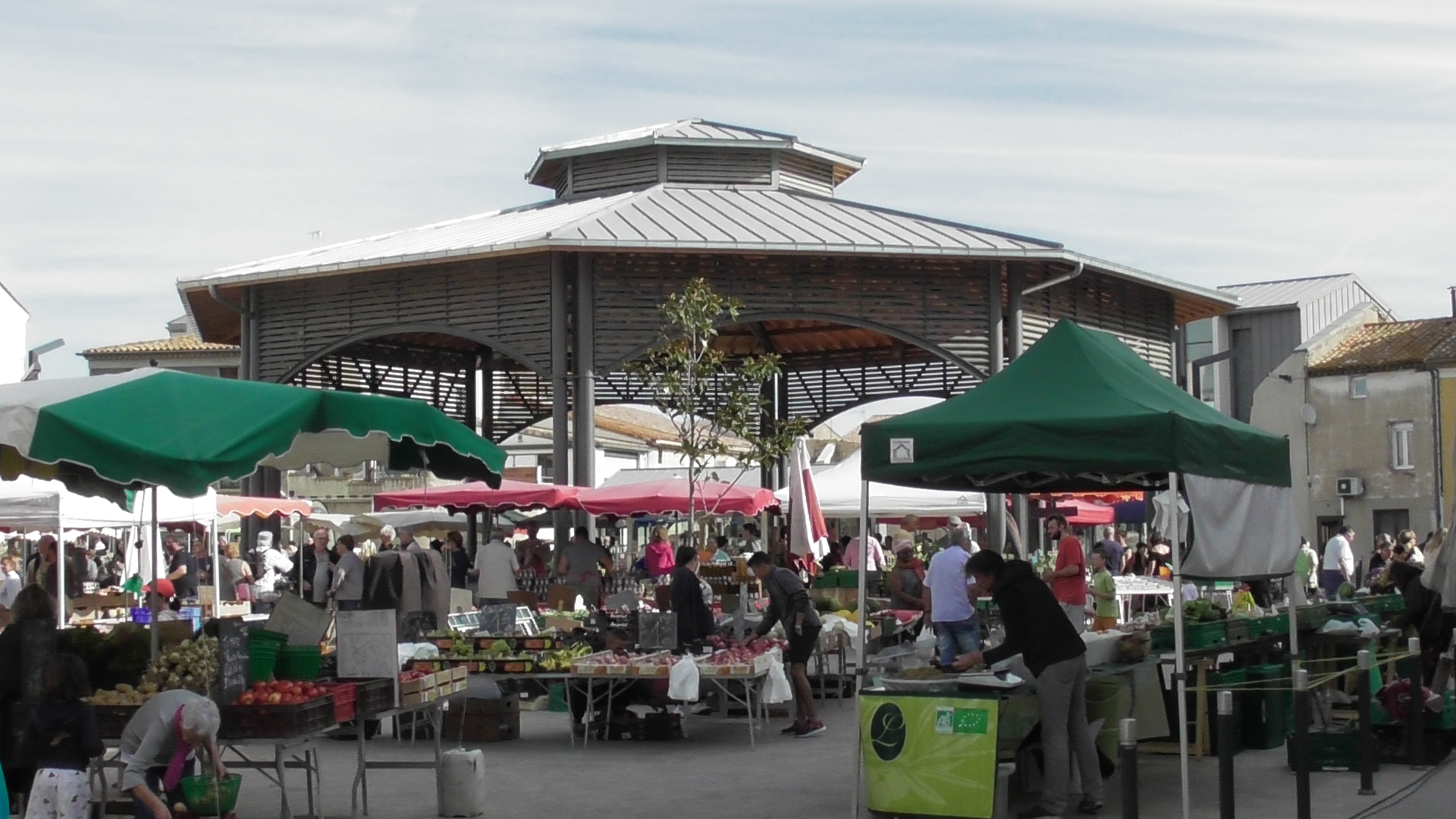
Le marché de Lézignan-Corbières sur la place Cabrié.

La ville dispose de près de 80 commerces en cœur de ville, plusieurs grandes surfaces et un marché de plein vent très couru des touristes pendant la saison estivale.
Ce marché historiquement situé sur le cours de la République, s'étend depuis 2019 à la place Cabrié où une halle abrite une partie des commerçants.

## Culture locale et patrimoine

### Lieux et monuments

#### Église Saint-Félix

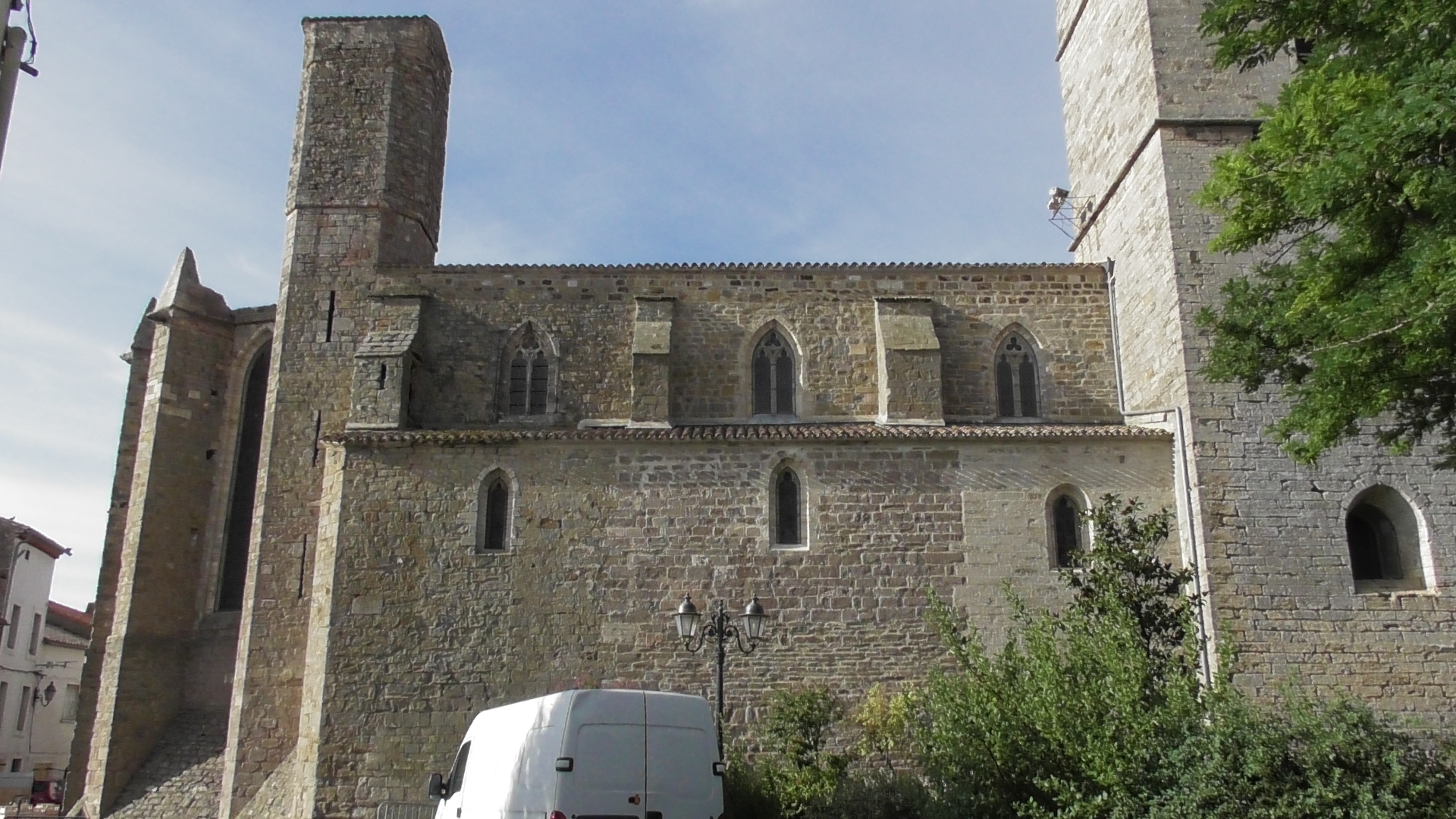
Façade nord de l'église Saint-Félix.

L'église Saint-Félix de Lézignan-Corbières est un édifice de style gothique méridional.
L'édifice a été inscrit au titre des monuments historiques en 1951.
L'église primitive carolingienne est fondée à la même période que la ville de Lézignan vers le IXe siècle, remplacée par un édifice roman vers le XIIe siècle puis par l'église gothique actuelle édifiée entre les XIIIe et XVe siècles. Le chœur, les chapelles, le clocher-donjon et le porche sont édifiés en plusieurs périodes distinctes et on peut d'ailleurs voir les différents types d'appareil (nature et taille des pierres) sur les façades.
De nombreuses modifications sont réalisées notamment à l'intérieur au XIXe siècle : installation d'une tribune, établissement de voûtes en briques sur la nef, mise en place de boiseries dans le chœur, surélévation du dallage primitif avec le dallage existant.

Le chœur est de nouveau modifié au XXe siècle avec le retrait des boiseries et la rénovation des vitraux.

La dernière rénovation de l'édifice au début du XXIe siècle a permis de mettre en valeur le mur intérieur ouest décoré de l'église primitive carolingienne.

#### Cave coopérative Le chai des Vignerons
Faisant suite à la révolte des vignerons de 1907, le Chai des Vignerons est la première cave coopérative fondée dans l'Aude le 11 avril 1909 sous l'impulsion du maire de Lézignan Léon Castel qui en assure la présidence de sa création à 1955.
Elle a été construite par l'architecte Jules-Pierre Reverdy au lieu-dit Rec d'En Courvel, non loin de la gare ferroviaire.
C'est l'un des rares édifices labellisé patrimoine du XXe siècle de l'Aude depuis 2013.
Toujours en activité, on y trouve aussi une présentation du travail de la vigne. Des dégustations sont organisées dans le grand chai central, au milieu d'immenses foudres de chêne.
À la fin des années 1970, la cave vinifie en moyenne 45 319 hectolitres sur une surface de 719 hectares avec 423 adhérents. Les crises viticoles amènent à la création de l'AOC Corbières en 1984, à des arrachages massifs et à une progression qualitative nette tant sur la production du raisin que sur l'élaboration et l'élevage de vin.

En 2003, la cave met l'accent sur la vente directe au caveau de dégustation qui permet d'écouler un tiers des volumes (en 2015) et depuis 2009, la cave travaille également à l'exportation.

En 2015, le Chai des vignerons a produit de 23 à 25 000 hectolitres sur une surface d'environ 430 hectares avec environ 140 adhérents.

Bâtiments du Chai des vignerons
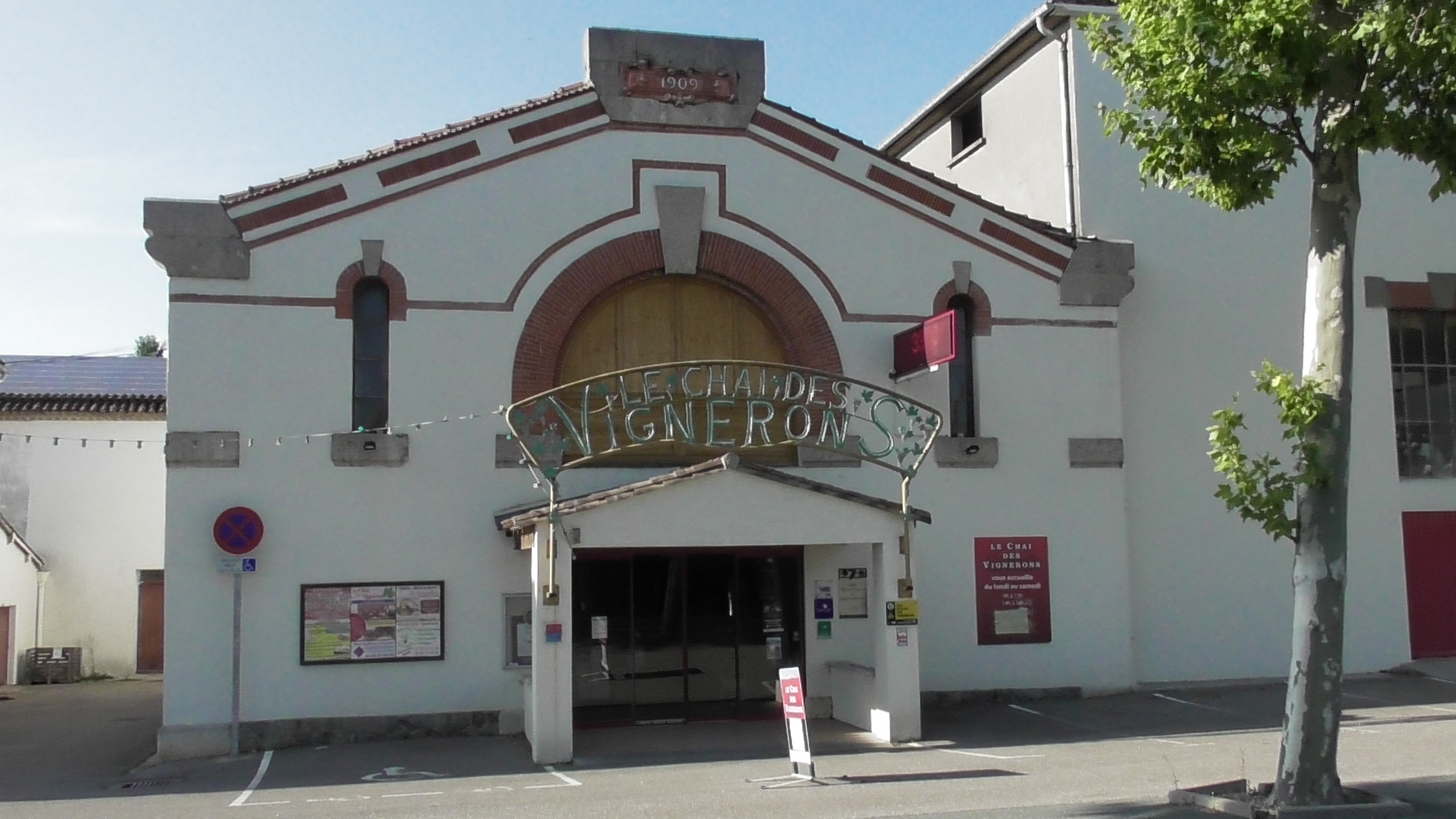
Chai de conservation.
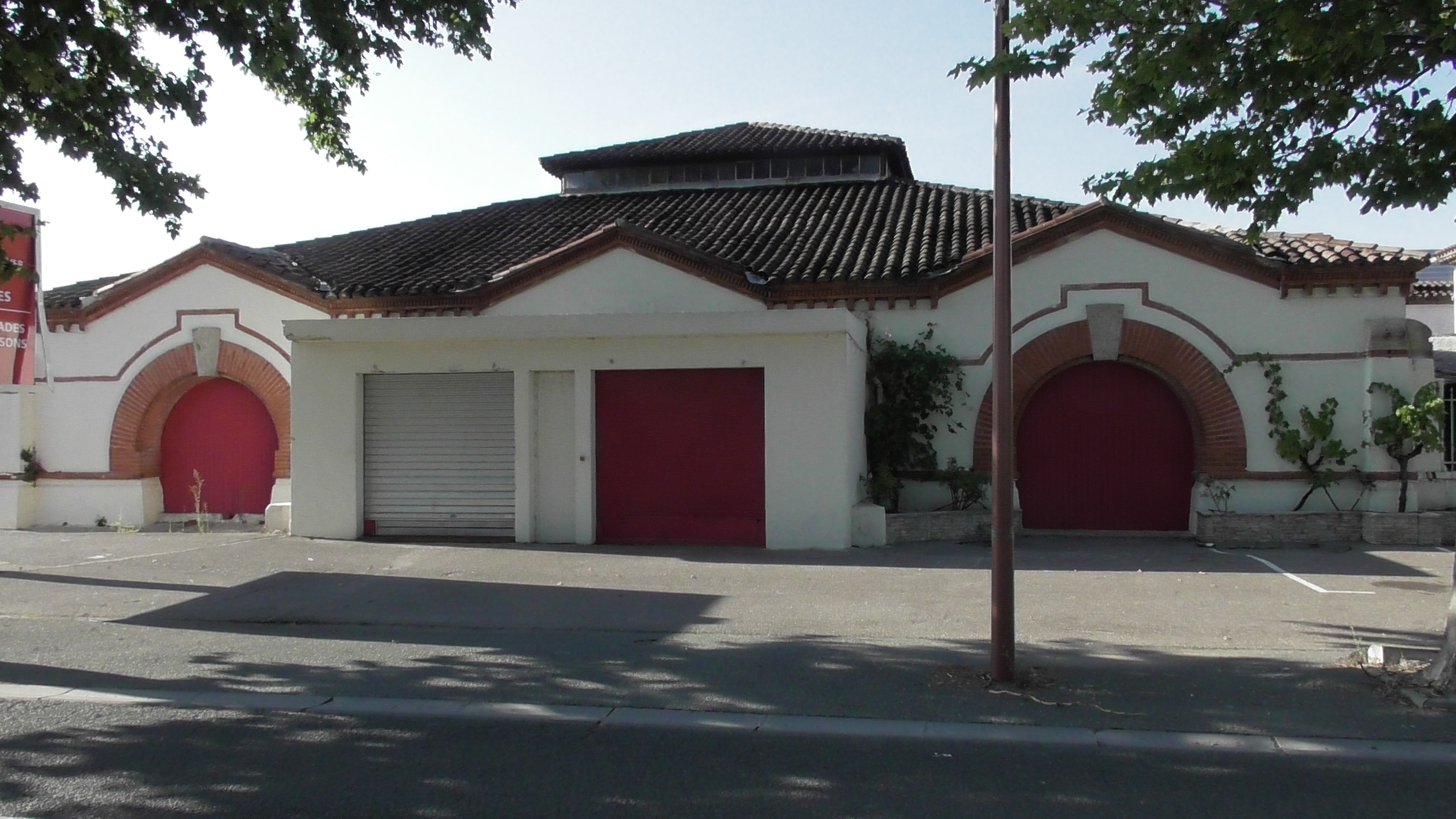
Cave de vinification.

#### Stade du Moulin
Le stade du Moulin est un stade municipal de la ville de Lézignan-Corbières. Il accueille le club de rugby à XIII du FC Lézignan comme club résident depuis 1919.

#### Collège Joseph-Anglade
Les premiers bâtiments du collège Joseph-Anglade ont été construits en 1936. Il s'agissait à cette époque d'une école primaire supérieure puis d'un lycée technique pour filles dont les dotations étaient réalisées par la commune.

En 1957, l'État le prend à sa charge moyennant une contribution financière de la commune et il devient le lycée mixte Joseph-Anglade.

Un gymnase lui est ajouté en 1966 et conserve son statut de lycée avec internat jusqu'en 1969.

De 1969 à 1971, les classes du niveau lycée sont supprimées et l'établissement devient un collège.

En 1985, il est agrandi côté ouest par lequel se fait désormais l'entrée.
Mais l'établissement a aussi été utilisé à d'autres fins que l'enseignement dans des circonstances exceptionnelles.

En août 1937, le Grand Quartier Général de la 2e division aérienne s'installe dans ce qui est alors l’École Supérieure des jeunes filles à l'occasion de manœuvres aériennes nationales. L'aérodrome de Lézignan-Corbières sert à cette occasion de base d'opérations pour la première fois.

Durant la Seconde Guerre mondiale, il est occupé par l'armée allemande.

Le 20 août 1944, les hommes de l'Armée Secrète et des maquis investissent l'aérodrome de Lézignan-Corbières et font prisonnière une partie de la garnison allemande qui s'était éparpillée dans les villages alentour. Les prisonniers sont alors conduits à l’École Supérieure des jeunes filles qui était devenue le Poste de Commandement des résistants du secteur.

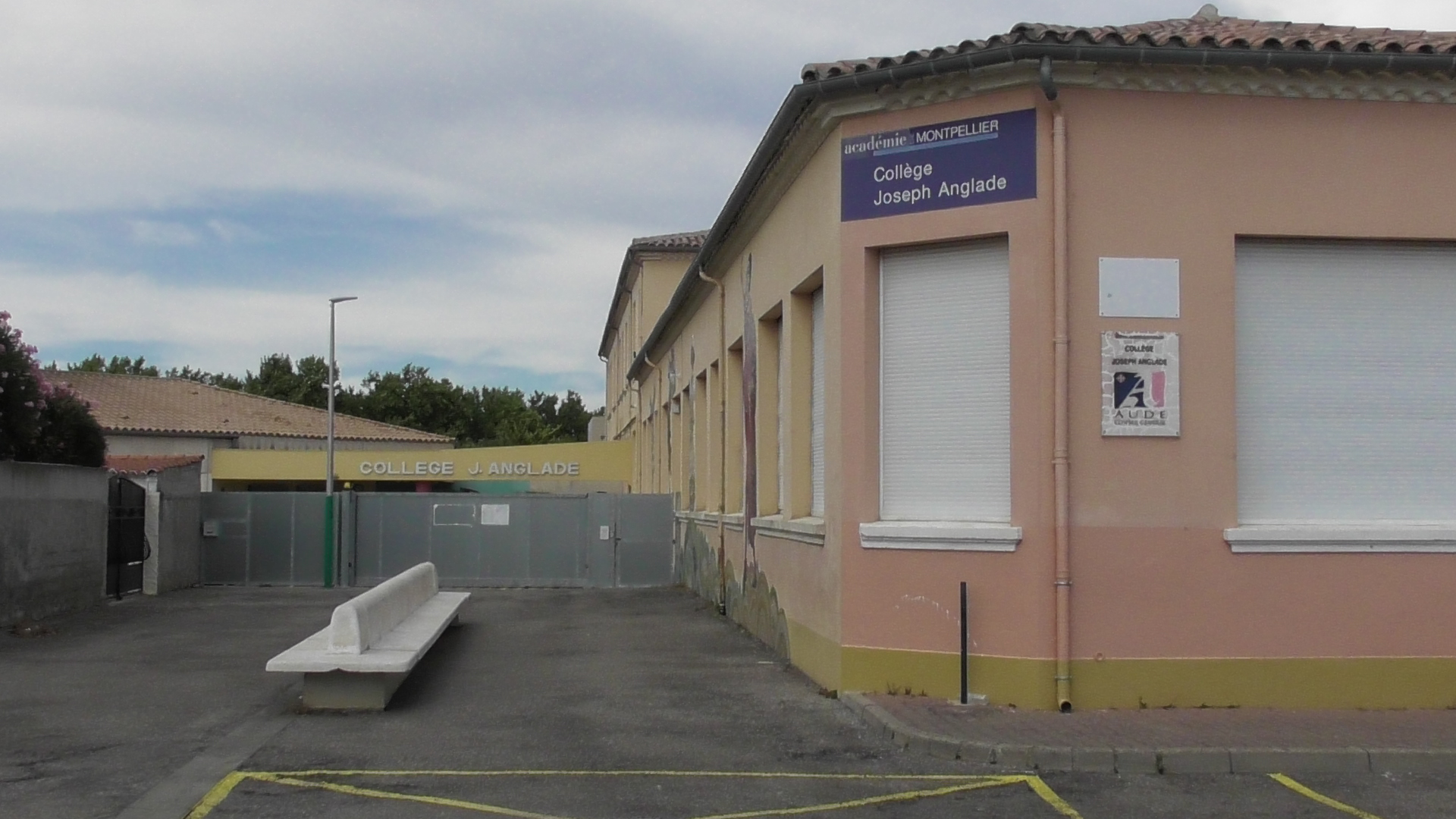
Entrée moderne du collège Joseph-Anglade.
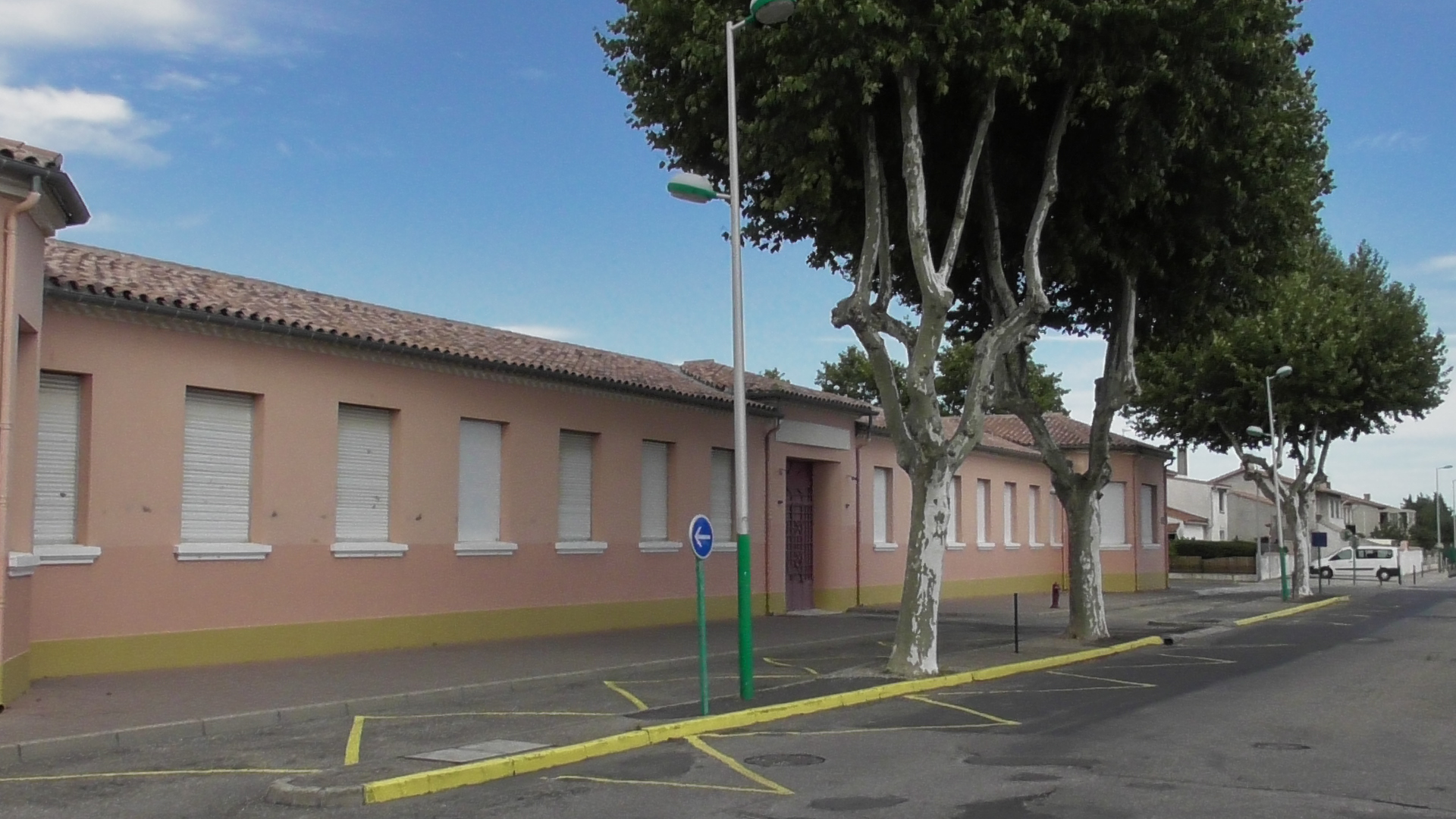
Façade principale du collège Joseph-Anglade de Lézignan-Corbières.
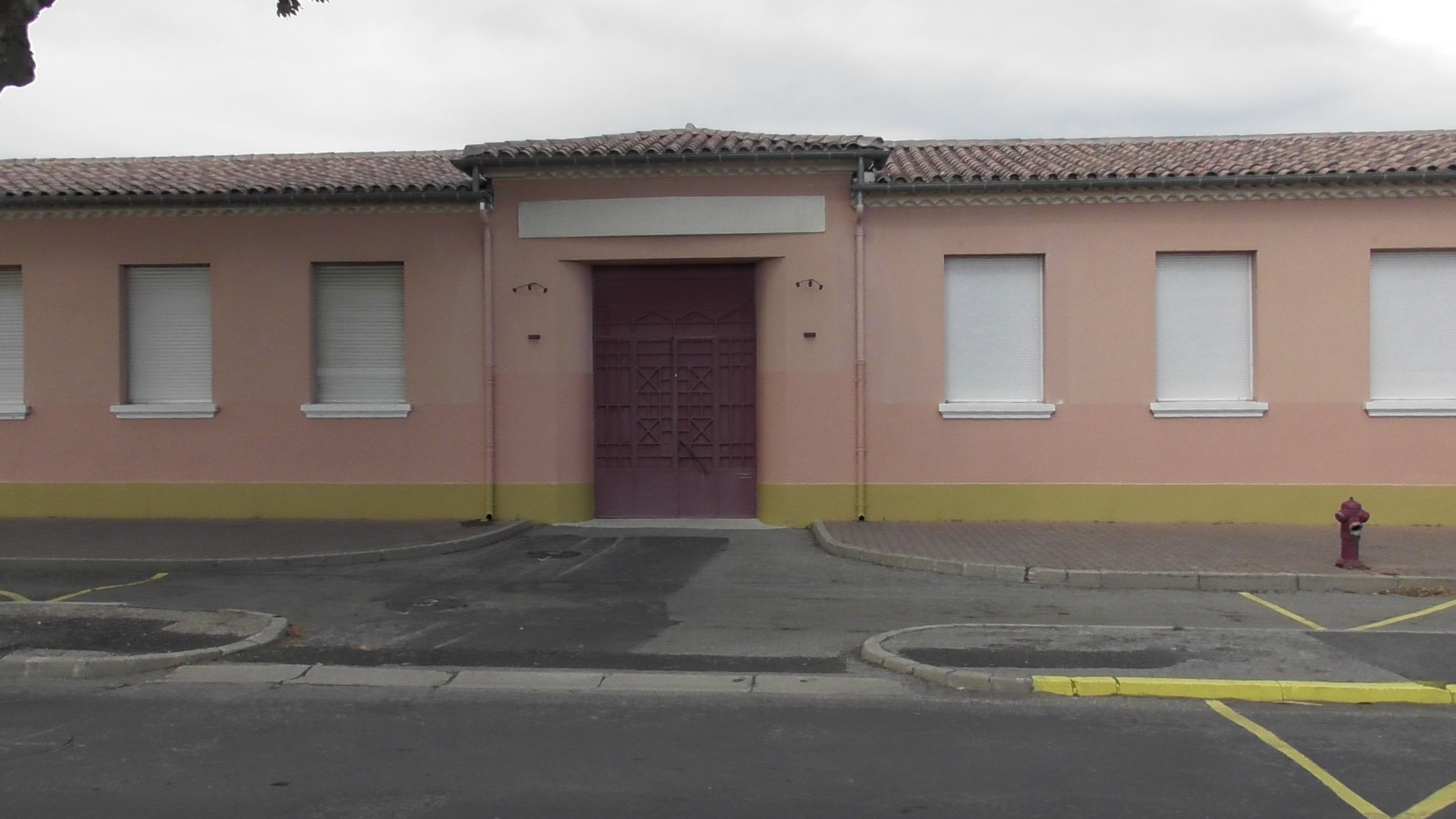
Entrée historique du collège Joseph-Anglade de Lézignan-Corbières.
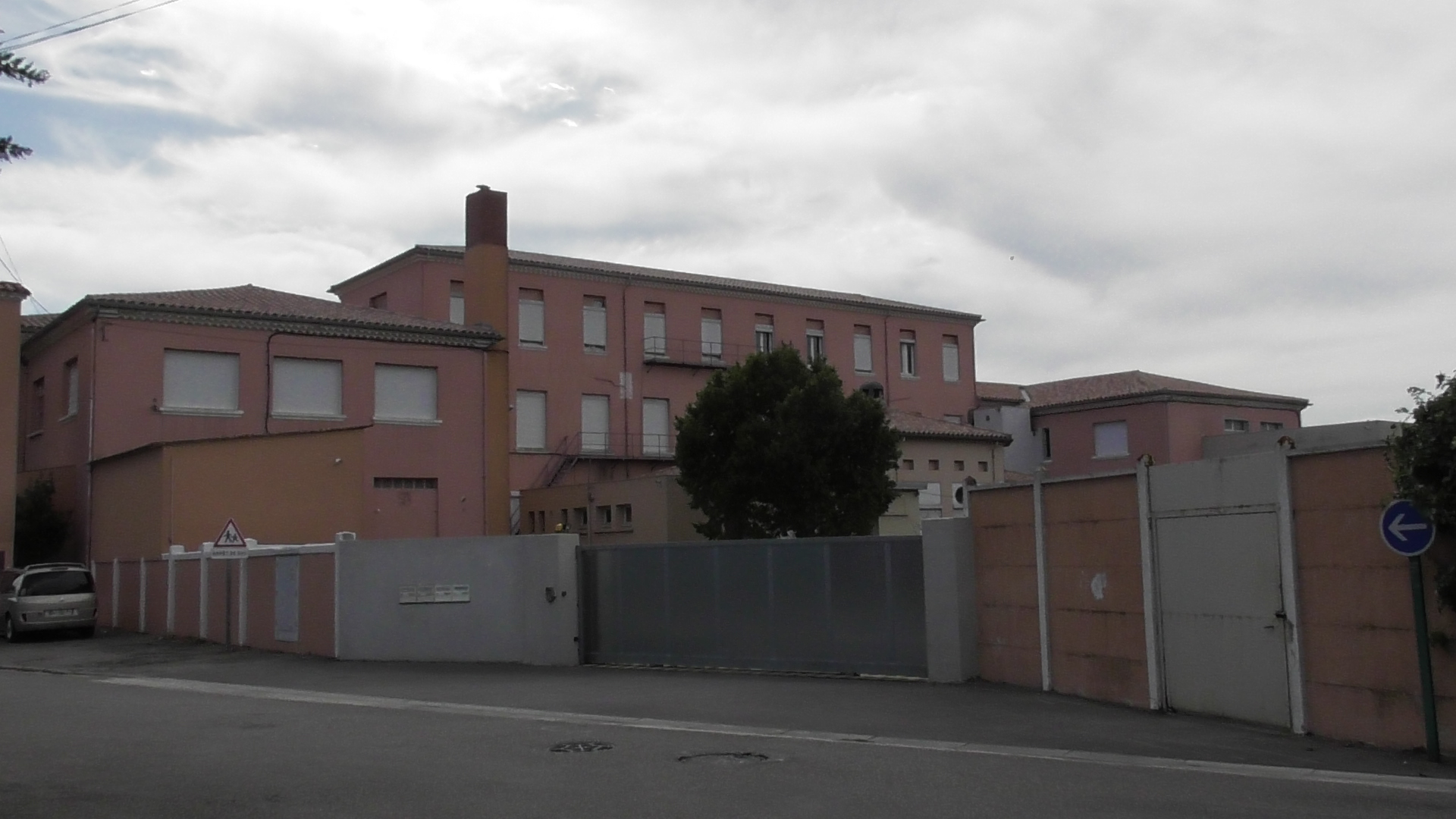
Arrière du collège Joseph-Anglade de Lézignan-Corbières.

#### Les bains-douche

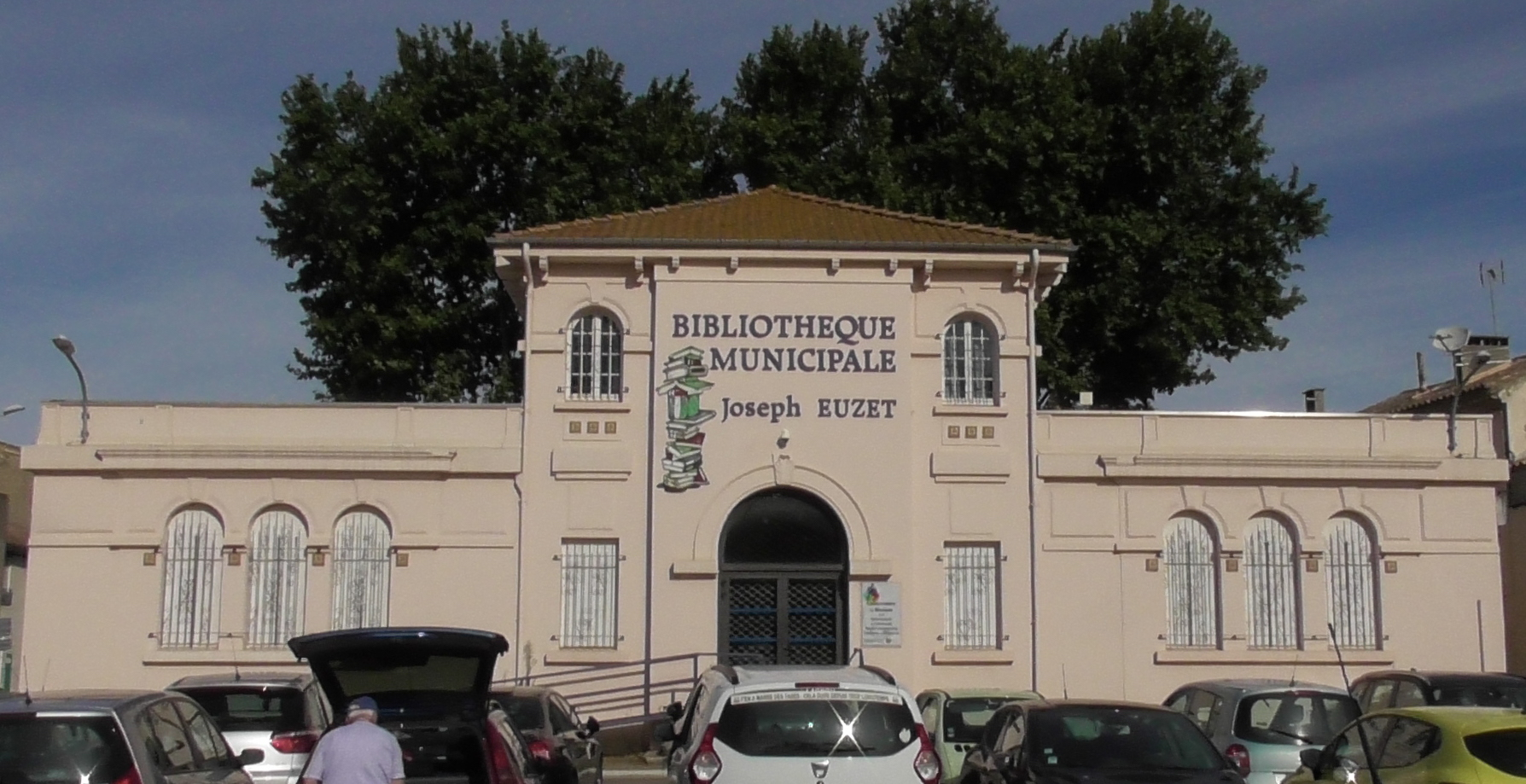
Les anciens bains-douches.

En 1912, les salles de bains étant inexistantes dans la plupart des logements, la municipalité décide d'étudier l'édification d'un établissements de bains-douches sur la commune. La Société des bains et lavoirs municipaux est chargée de l'étude et de présenter un devis. Le conseil municipal valide le devis et vote la construction de l'établissement le 31 mars 1913. Après approbation des services de l’État, les travaux débutent en 1914. L'emplacement initialement choisi (côté du jardin public Victor-Hugo) est modifié pour l'emplacement actuel (au croisement de l'avenue Barbès et de la rue Marat) en raison d'une nappe phréatique affleurante.
Les travaux se poursuivent de 1914 à 1916 où la Société des bains et lavoirs est déclarée en liquidation judiciaire. C'est en 1923 que les travaux reprennent sur la base d'un projet des architectes départementaux. L'entreprise Geynes gagne la soumission et termine les travaux.
L'établissement ouvre en 1923, il est alors le second du département et comporte 24 cabines de douches, 12 pour les hommes (côté gauche) et 12 pour les femmes (côté droit). En 1926, 8 cabines de douches sont modifiées en 4 cabines avec baignoire. À cette période, l'ensemble de la population fréquente l'établissement qui est très apprécié.
Au début des années 1960, les installations sanitaires sont de plus en plus courantes dans les logements et la fréquentation de l'établissement chute. La moitié des cabines est démolie et reconvertie en salle de classe. En 1966, les bains-douches quittent le bâtiment pour s'installer à proximité, puis ferment définitivement en 1980.

Par la suite le bâtiment des bains-douche est reconverti en bibliothèque et prend le nom de l'érudit local Joseph Euzet. En 2016, la bibliothèque municipale intègre de nouveaux locaux à proximité dans le cadre du projet de médiathèque intercommunale MilCom.

Depuis septembre 2018, c'est le conservatoire de musique intercommunal qui occupe les lieux.

#### Musée de la vigne et du vin
Le musée de la vigne et du vin aujourd'hui fermé, a été ouvert dans le milieu des années 1970 et installé dans les bâtiments d'une ancienne exploitation viticole du XIXe siècle située près de la gare ferroviaire. Il présentait des mises en scènes de la vie quotidienne et les outils usuels viticoles utilisés au fil des saisons.

#### Le jardin public
Le jardin public Victor-Hugo, situé au centre de la ville, est le poumon vert de la ville. Il est accolé à la Maison des jeunes et de la culture (MJC), et au gymnase Léo-Lagrange.
Il comprend quelques œuvres bien connues des Lézignannais comme La surprise dite La Capounado, dont la nouvelle interprétation a été installée en 2013 et le Monument à Joseph Anglade installé en 1933.
Les deux autres sculptures sont la Nymphe à la source d'Henri-Louis Levasseur, installée en 1906 et une sculpture de coq symbolisant la France, installée en 2018.

Les sculptures du jardin public Victor Hugo
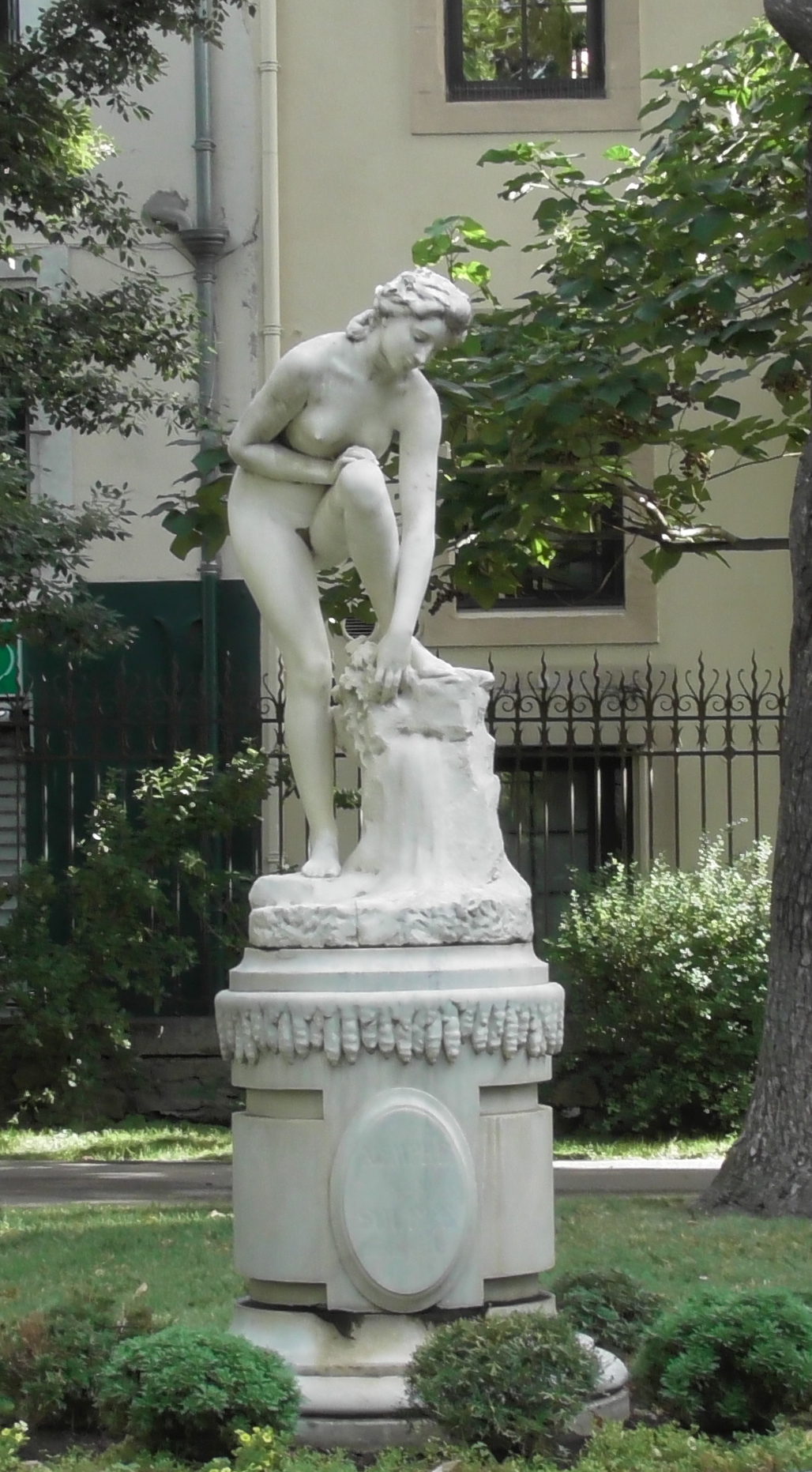
Nymphe à la source.
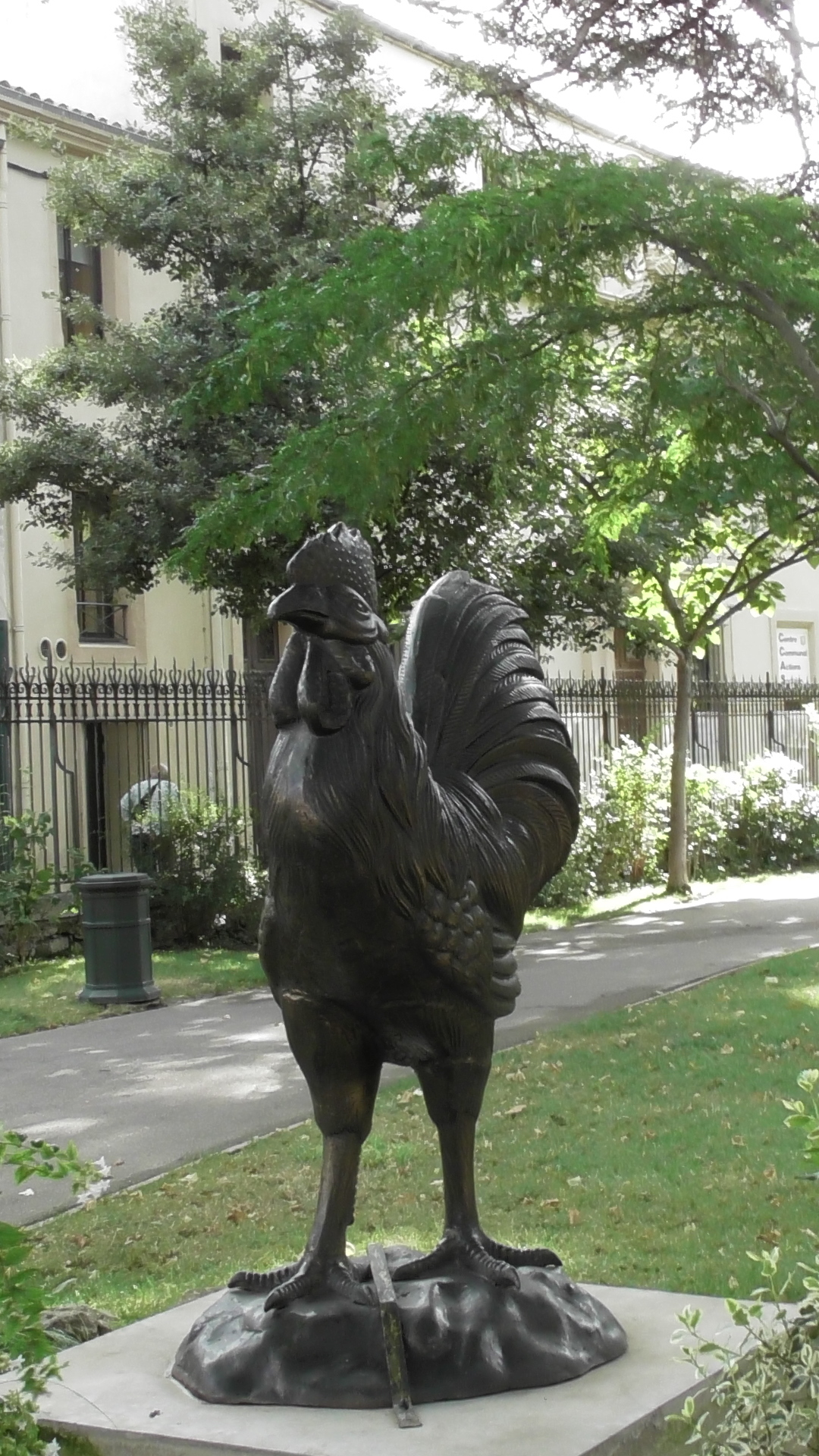
Sculpture de coq.
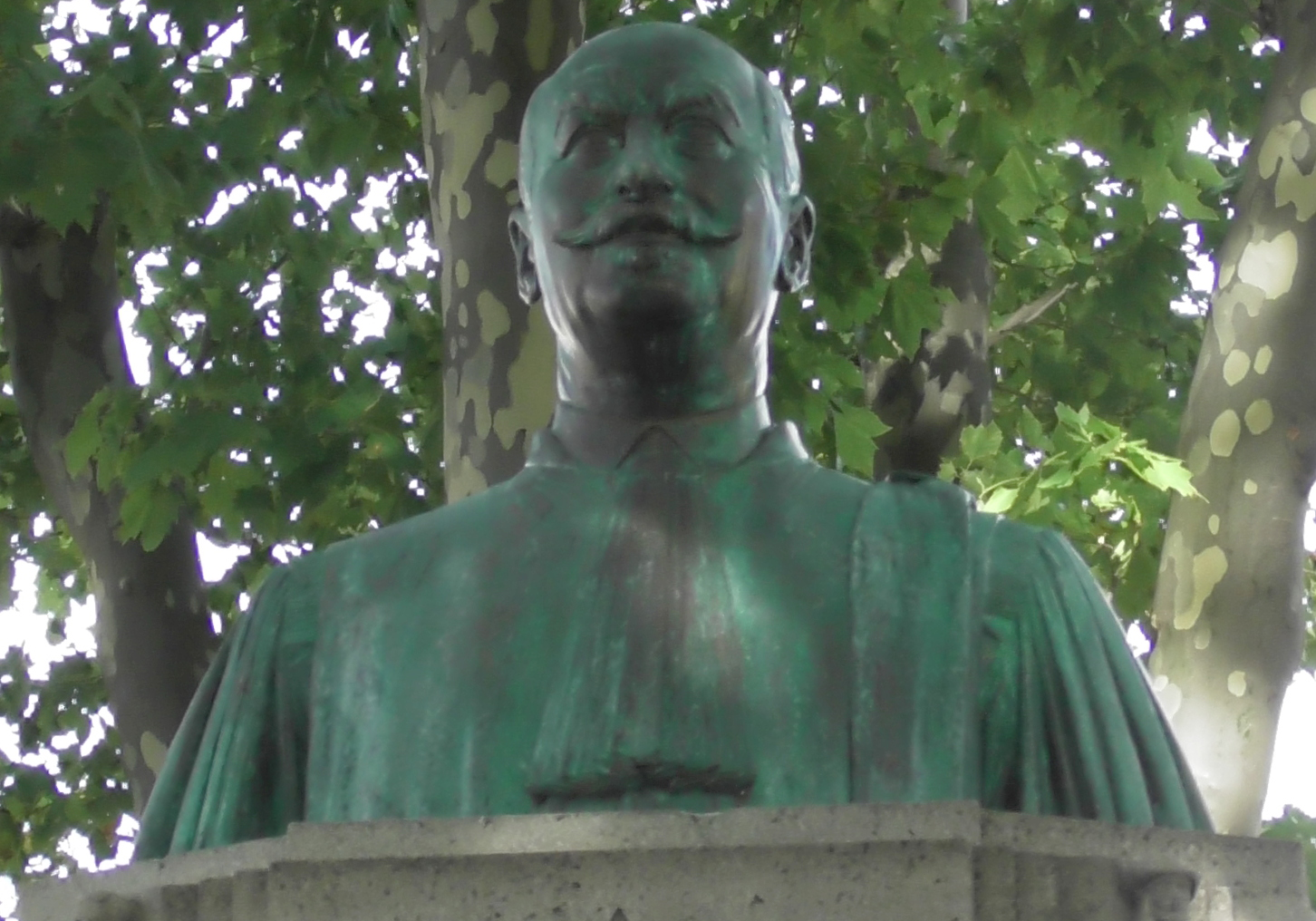
Monument à Joseph Anglade du sculpteur Joachim Costa.

#### Sculpture La Surprise
La sculpture La Surprise dite La Capounado était un groupe sculpté en bronze, commandé en 1909 par l'État, réalisée par le sculpteur Paul Ducuing et livrée en 1911 à la municipalité de Lézignan. La capounado, qui désigne le fait d'écraser du raisin sur le visage de quelqu'un, devient l'un des symboles de la ville.
Initialement placée dans le jardin public Victor-Hugo du côté du square Marcelin-Albert, elle y est remplacée en 1933 par le monument à Joseph Anglade et déplacée du côté de l'avenue Joffre. Elle y reste jusqu'en décembre 1943 où elle est réquisitionnée et fondue.
La municipalité de Lézignan commande en 2012 une nouvelle œuvre sur le même thème et toujours en bronze à Arthur Saura, sculpteur originaire de la commune, et qui est inaugurée début novembre 2013, 70 ans après la disparition de La Capounado originale.

#### Monument à Joseph Anglade
Le monument à Joseph Anglade est constitué d'un buste en bronze et de bas-reliefs sculptés sur le socle en pierre par le sculpteur d'origine lézignannaise Joachim Costa.
Il est commandé en 1932, payé par souscription et inauguré en 1933 dans le jardin public Victor-Hugo à l'emplacement de La Capounado à côté du square Marcelin-Albert. Il constitue un hommage à Joseph Anglade, défenseur de la langue occitane, né à Lézignan en 1868 et disparu en 1930.
Le bas relief du socle, intitulé Les Troubadours, représente les troubadours devant la cité de Carcassonne, sur la face principale du socle et sur la face arrière du socle se trouve une scène représentant la bataille de Muret.

### Équipements culturels
Lézignan dispose de nombreux équipements culturels :
- la MilCom - Médiathèques Intercommunales en Corbières-Minervois, située en centre-ville ;
- le conservatoire de musique intercommunal, également situé en centre-ville à côté de la Maison Gibert ;
- la Maison Gibert, ancienne propriété viticole du XIXe siècle, qui présente tout au long de l'année des expositions artistiques et des rencontres culturelles ;
- le cinéma Le Palace ;
- la maison des jeunes et de la culture.

### Équipements sportifs
- Le stade du Moulin, stade historique du club local de rugby à XIII, le FCL,
- Le stade multisports de La Rouminguière (handball, rugby, skate, athlétisme),
- Le stade multisport de Gaujac (football, rugby, tennis),
- La piscine municipale d'été avec deux bassins,
- Les terrains de tennis du Tennis Club Lézignan (TCL) situés en face de la piscine,
- Les boulodromes couverts du Moulin et de Gaujac.

### Personnalités liées à la commune
- Alexandre Labadié (1814 - 1892), homme politique français
- Osmin Labadié (1829 - 1882), homme politique français
- Joseph Anglade (1868 - 1930), philologue romaniste français, spécialisé dans l'étude de la lyrique des troubadours, professeur de littérature méridionale
- Léon Castel (1871 - 1955), homme politique français
- Joachim Costa (1888 - 1971), sculpteur
- Joseph Euzet (1894 - 1987), né à Sète, érudit, historien, directeur de Cours complémentaire[67]
- Jules Fil (1899-1968), député, sénateur, maire de Carcassonne. Il repose au cimetière nord.
- Louis Castel (1902 - 1942), natif de la commune, résistant, déporté pour raisons politiques à Auschwitz où il décède[68]
- Charles Bigot (1906 - 1979), joueur français de rugby à XV
- Louis Euzet (en) (1923 - 2013), natif de la commune et fils de Joseph Euzet, docteur ès Sciences, professeur émérite de biologie[69]
- René Depestre (né en 1926), poète et romancier d'origine haïtienne, prix Renaudot 1988
- Arthur Saura, natif de la commune, sculpteur[70]
- Régis Franc (né en 1948), auteur de bande dessinée, cinéaste et écrivain français
- Germinal Peiro (né en 1953), homme politique français
- Pierre Lacans (1957 - 1985), joueur français de rugby à XIII puis à XV
- Sébastien Deleigne (né en 1967), pentathlonien français
- Christian Labit (né en 1971), joueur français de rugby à XIII puis à XV

### Héraldique
Les armoiries originales de Lézignan, attribuées en 1696 en raison du rattachement de la ville au domaine royal, sont visibles dans le vitrail central de l'église Saint-Félix (détail du vitrail ci-dessous à droite).

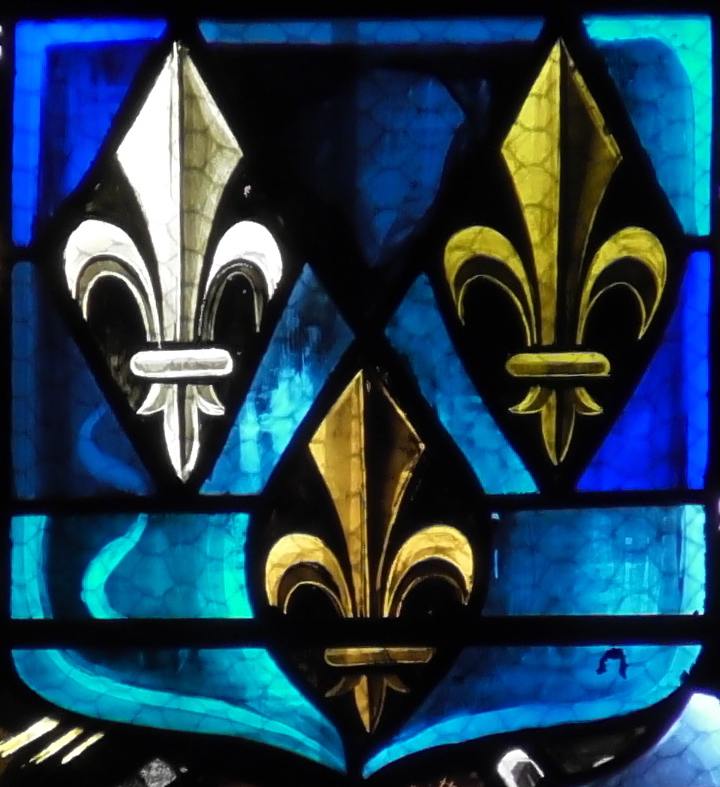
Armoiries royales visibles dans le vitrail central de l'église Saint-Félix.

| Blason de Lézignan-Corbières | Blason  | D’azur au chevron d’argent accompagné de trois oiseaux d’or dans leur nid de sable, les deux en chef affrontés, au chef cousu de gueules chargé d’un croissant d’argent accosté de deux étoiles d’or. Ornements extérieursPalmettes, pampres, couronne |
| Blason de Lézignan-Corbières | Détails | La municipalité du début du XXe siècle trouve les armoiries de la ville trop royalistes et adopte celles trouvées à Sérame et correspondant au blason d'Antoine de Niquet, seigneur du lieu. Sans aucune raison, on l'encadre d'ornements extérieurs qui n'ont pas de signification pour la ville. Les armoiries actuelles n'ont donc aucun lien avec l'histoire de Lézignan. Le statut officiel du blason reste à déterminer. |
| Blason de Lézignan-Corbières | Alias   | D'azur aux trois fleurs de lys d'or, dit France moderne. Armoiries originales de Lézignan |